# Città metropolitana di Catania
La città metropolitana di Catania è un città metropolitana italiana di 1 069 227 abitanti della Sicilia. Comprende 58 comuni su una superficie di 3573,689 km² ed è la settima suddivisione amministrativa dello stesso tipo per popolazione d'Italia. È subentrata il 4 agosto 2015 alla soppressa provincia regionale di Catania.
Confina a nord con la città metropolitana di Messina (il cui confine è segnato in buona parte dal corso del fiume Alcantara), ad ovest con il libero consorzio comunale di Enna e quello di Caltanissetta, a sud con quelli di Ragusa (il cui confine è segnato in buona parte dal corso del fiume Dirillo) e di Siracusa. Il territorio metropolitano, data la sua vastità territoriale, comprende diverse aree storicamente distinte, quali l'Acese (a est, con capocomprensorio attestabile nella città di Acireale) e la costa jonico-etnea (a nord-est, con capocomprensorio Giarre), il Calatino-Sud Simeto (a sud, con capocomprensorio Caltagirone, che ne è la città più popolosa e rilevante), l'area dell'Etna occidentale (a nord-ovest, con capocomprensorio Paternò, la città più grande dell'area) e l'area metropolitana di Catania.
La città metropolitana di Catania ospita tre siti, più precisamente le città di Catania, Caltagirone e Militello in Val di Catania, dal 2002 insigniti del titolo di Patrimonio dell'umanità da parte dell'UNESCO, insieme con il Val di Noto, oltre che il Vulcano Etna, che si fregia del medesimo titolo. Può essere infine ritenuta un Bene Etno Antropologico della città di Catania la festa patronale di Sant'Agata.

## Geografia

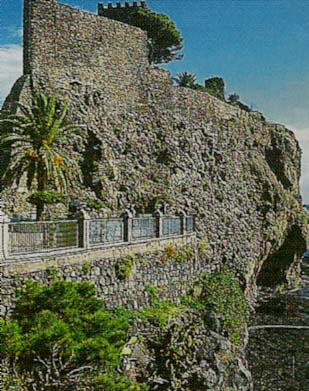
Il castello di Aci.

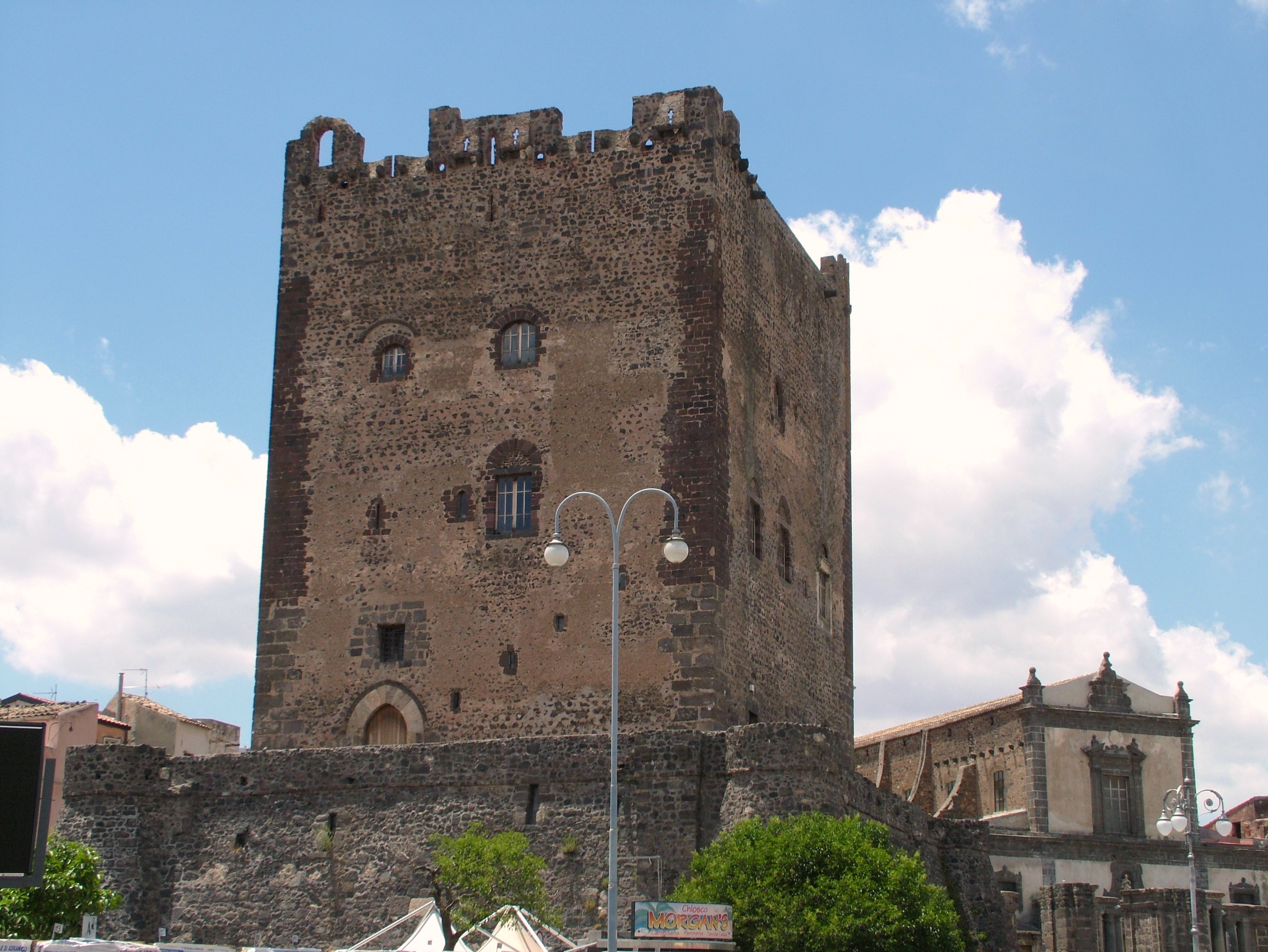
Il castello normanno di Adrano.

Il territorio è caratterizzato da una grande varietà di paesaggi orograficamente differenti e comprende, la maggior parte della Piana di Catania, la più vasta pianura della Sicilia e l'Etna, il più elevato monte dell'isola e più alto vulcano attivo europeo con 3.404 metri di altezza s.l.m. È anche l'area siciliana con uno dei più vasti bacini idrografici, costituito da consistenti tratti del fiume Simeto e dei suoi affluenti, il Salso, il Dittaino e il Gornalunga, tutti e quattro condivisi con il libero consorzio comunale di Enna.
A nord è delimitata dal corso del fiume Alcantara, che segna il confine con la città metropolitana di Messina; il confine segue poi una piccola parte dell'ampio Parco dei Nebrodi (situato quasi del tutto nella città metropolitana di Messina) con la Riserva naturale Lago Trearie, ai piedi dell'omonimo monte (1.609 m). Comprende la Riserva naturale orientata della Timpa in territorio di Acireale, nonché la Riserva naturale Fiume Fiumefreddo.
Andando verso l'interno dell'isola, la città metropolitana è incorniciata dalle catene montuose dei Monti Erei e dei Monti Iblei a ridosso dei quali si alternano calanche desertiche e fertili terre come quelle della Piana di Catania.
La zona che contorna il vulcano è caratterizzata da boschi di castagno e ombrose pinete e dalla rigogliosa, anche se molto ridotta dall'esasperata urbanizzazione degli anni passati, vegetazione del Parco dell'Etna e, ancora, dalle rarefatte atmosfere del deserto lavico delle alte quote con le nere sciare e il giallo delle ginestre. A ovest del vulcano si trova la Riserva naturale ingrottato lavico del Simeto; il corso del fiume, dopo aver contornato la riserva, piega decisamente a est verso il mare e la sua foce costituisce parte della Riserva naturale Oasi del Simeto.
Procedendo verso l'interno si incontrano i brulli paesaggi caratteristici della Sicilia centrale, con terreni gessoso-solfiferi, alternati a macchie di arbusti, zone a pascolo e a seminativo.

### I fiumi
La città metropolitana di Catania è interessata dal più grande bacino idrografico della Sicilia costituito dal fiume Simeto e dagli affluenti Gornalunga e Dittaino; si tratta di un bacino di oltre 4.300 km quadrati che si snoda nella Piana di Catania provenendo dai monti Erei e dalle pendici dei Nebrodi. La portata del bacino è nel complesso molto variabile a seconda delle stagioni e della piovosità per lo più scarsa della Sicilia interna. Dagli stessi Nebrodi proviene anche il fiume Alcantara che segna il confine nord dell'ente territoriale; quest'ultimo bacino è invece ben alimentato in tutte le stagioni, raccogliendo acqua dalle sorgenti etnee ben nutrite dal lento scioglimento delle nevi.
Una particolarità della città metropolitana è quella dei fiumi sotterranei: il fiume Amenano seppellito dall'eruzione del 1669, il fiume Ognina (o Lognina) anch'esso coperto dalla lava fluita, nel 1381, da un cratere apertosi all'altezza di Mascalucia e il fiume Aci sul quale anticamente fiorirono tante leggende, citato ancora con le relative misure da Idrisi, il geografo di corte di re Ruggero nel suo "Il libro di Ruggiero", che scomparve in seguito alla spaventosa eruzione del 1169, la stessa che saldò alla terraferma il castello di Aci, oltre al già citato Alcantara che ha scavato il proprio alveo su una colata lavica forse originata dal cratere di Mojo Alcantara (ME) o più probabilmente dal versante nord dell'Etna. Agli estremi limiti meridionali della città metropolitana si trova il fiume Dirillo che nasce dall'omonimo lago nei pressi di Vizzini attraversando i confini dei comuni di Licodia Eubea e Mazzarrone, sfociando nel Golfo di Gela. Esso segna il confine tra la città metropolitana e il libero consorzio comunale di Ragusa.

### I laghi

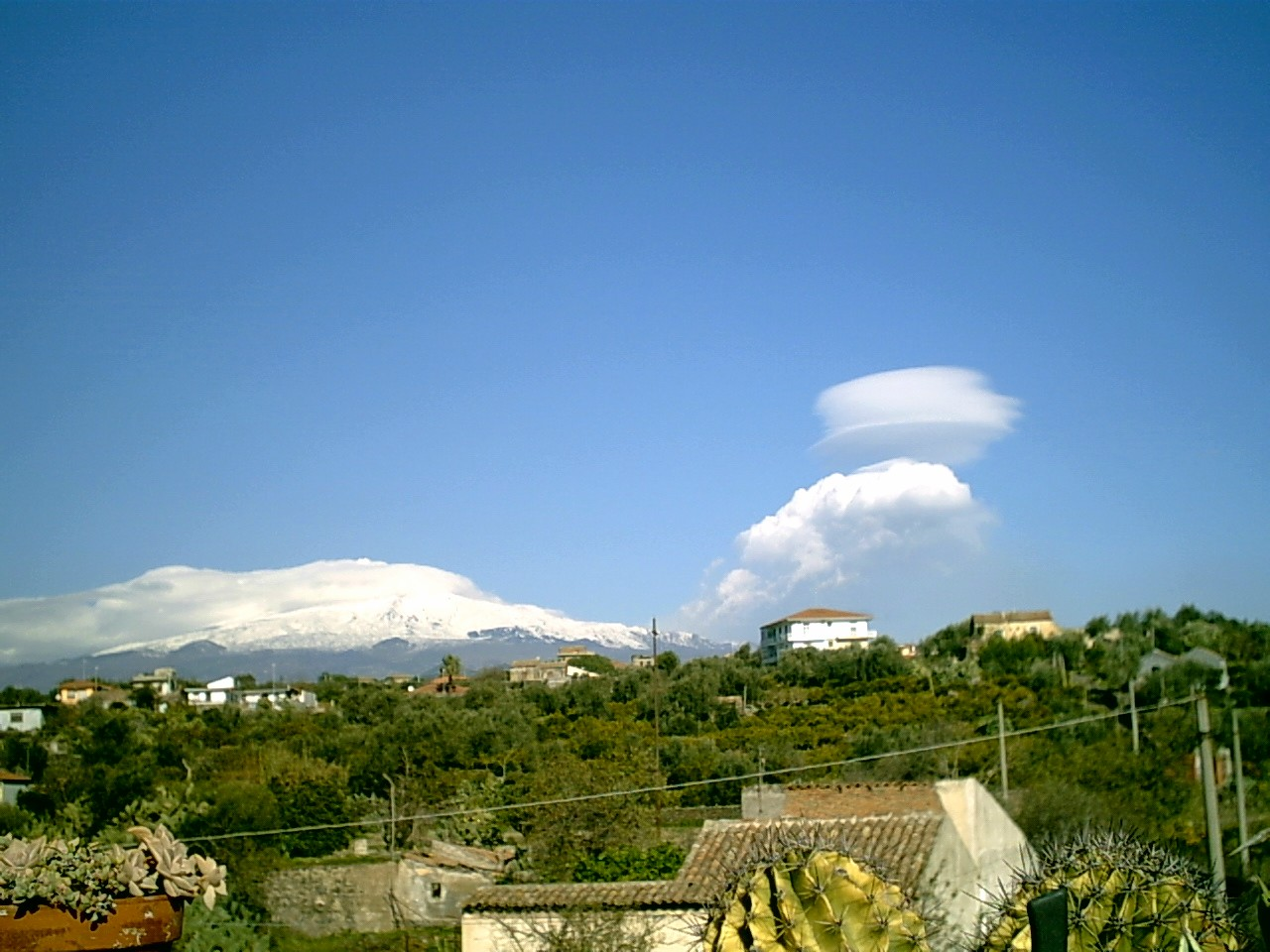
L'Etna in inverno con la nube circolare caratteristica.

Il territorio della città metropolitana di Catania, pur essendo percorso dal più grande bacino fluviale dell'Isola, non ha grandi laghi. Possiede tuttavia alcuni interessanti laghi naturali che sono racchiusi per lo più all'interno di aree protette.
Il territorio attualmente delimitato come Riserva naturale Oasi del Simeto è quel che resta di un più vasto ecosistema palustre che comprendeva diverse zone umide, quella di Agnone, quella di Valsavoia (Lentini) e quella di Pantano di Catania. Sono oggi sopravvissuti all'antropizzazione dell'area:
- il lago Gornalunga, formato dall'omonimo affluente del Simeto;
- il lago Gurnazza, formato dalle dune costiere;
- le Salatelle, piccoli pantani di acqua salmastra.

Nell'area catanese del Parco dei Nebrodi:
- Il Lago Trearie, laghetto naturale posto a 1.435 metri s.l.m. che è stato ampliato con uno sbarramento per aumentarne la capacità di invaso; si estende per 10 ettari, in territorio dei comuni di Tortorici e di Randazzo. Riveste particolare importanza dato che si tratta del luogo di sosta e nidificazione di varie specie avicole, stanziali e di passo ed è incastonato in un pittoresco paesaggio.

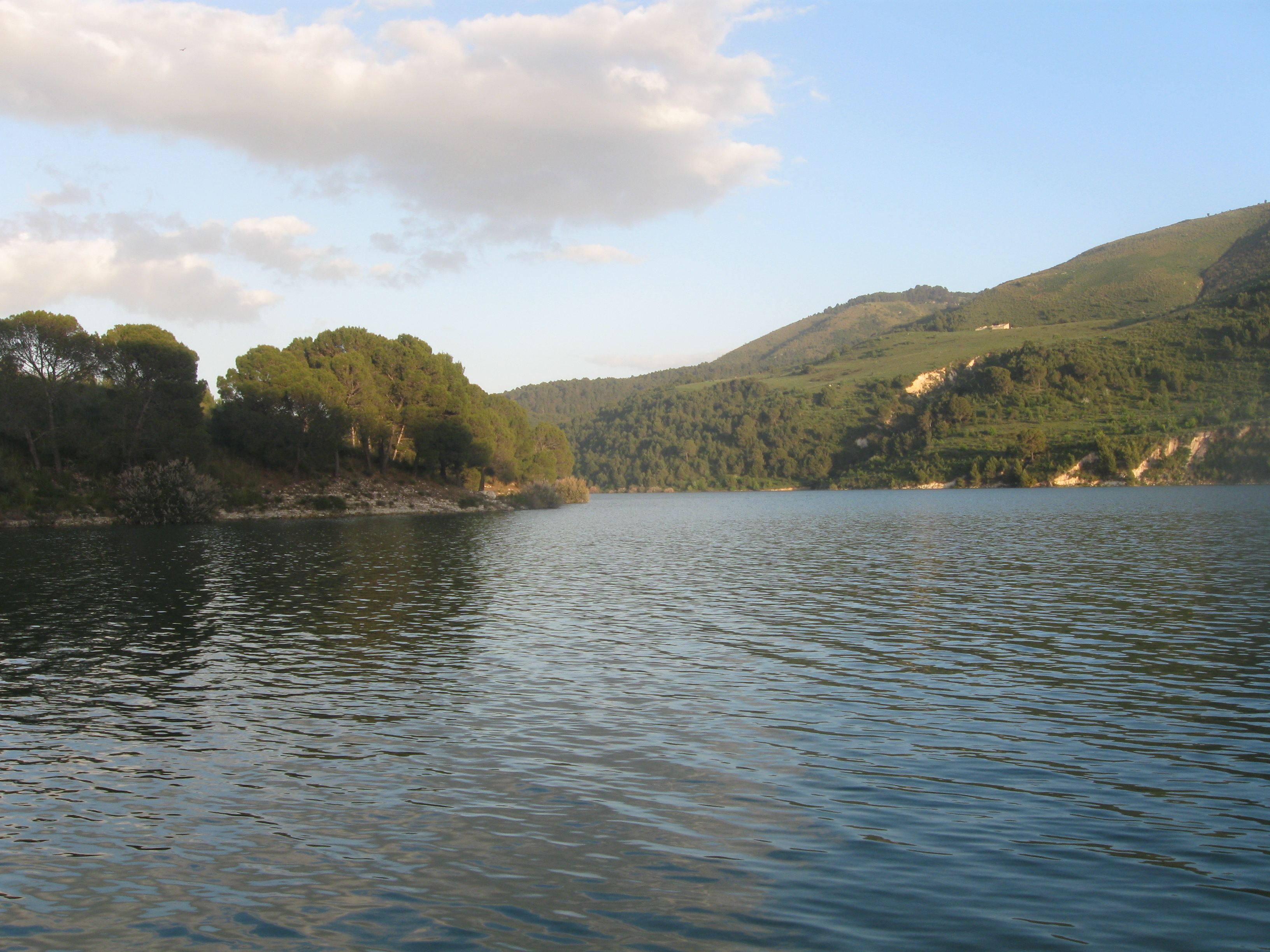
Il lago di Licodia invaso Dirillo a Licodia Eubea.

A sud di Randazzo, a nord-ovest dell'Etna:
- Il Lago Gurrida, esempio unico in Europa di un lago di sbarramento naturale lavico formato da una colata del 1536 che ostruendo una parte della valle sottostante, ha determinato l'accumulo delle acque del fiume Flascio. Si trova in territorio comunale di Randazzo, a 835 metri s.l.m. su una depressione argillosa che raccoglie nel periodo invernale le acque piovane e quelle del fiume Flascio, cioè l'immissario; il lago non ha emissari, ma in piena estate va in secca; si ritiene quindi che esistano emissari sotterranei dato che, in periodo di secca, diventano visibili cavità e crepe da cui si perde tutta l'acqua accumulata in una superficie di circa 800 metri quadrati. Ha un perimetro irregolare di circa 6 km e un'area di impluvio di 50 km².

Nei pressi di Palagonia inoltre vi sono i due laghetti mefitici di Naftìa, noti fin dall'antichità perché legati al culto delle divinità dette I Palici.
Oltre a questi laghi naturali vi sono anche due laghi artificiali di sbarramento fluviale:
- Il Lago Dirillo, presso Licodia Eubea.
- Il Lago di Ogliastro, compreso tra il comune ennese di Piazza Armerina e quello catanese di Ramacca.

### I monti
La città metropolitana di Catania non ha grandi catene montuose, né alte montagne; l'unica montagna degna di tale nome è il vulcano Etna che è il più grande vulcano europeo e la più elevata vetta della Sicilia. Esso, con la sua mole e il suo complesso e completo ecosistema costituisce il massiccio montuoso maggiore dell'isola; con le sue nevi contribuisce ad alimentare l'Alcantara, il Simeto con alcuni suoi affluenti e le sorgenti d'acqua potabile di una vasta area circostante. Il resto della città metropolitana, fatta eccezione per l'area facente parte della piana di Catania, è a prevalenza collinare con cime ondulate che sfiorano appena i 700 metri di altezza e ciò solo a ridosso dell'avanpaese ibleo con rilievi a prevalenza calcarea e fenomeni carsici, e dei monti Erei a prevalenza gessoso-zolfifera.

### Il mare
Il Mar Ionio lambisce, per tutta la sua lunghezza, la costa della città metropolitana di Catania per oltre 65 chilometri. Si alternano spiagge di sabbia e ghiaia e scogliere basaltiche, soprattutto fra Acireale e Catania. Dal porto di Catania verso Siracusa ha inizio la spiaggia della Plaia, un arenile di sabbia fra i più belli del Mediterraneo dove depongono le loro uovo le tartarughe del genere Caretta Caretta. Al centro di questa costa è inserito il Golfo di Catania che va da Aci Castello fino ad Augusta nella costiera Siracusana dello Ionio. Molto caratteristici sono i centri rivieraschi presenti nella Timpa acese e i centri di Aci Castello e la sua frazione Aci Trezza.

### Il clima
La città metropolitana di Catania offre una grande varietà climatica in conseguenza dell'altitudine e della vicinanza o lontananza dalla costa.
Nelle zone etnee e sulle propaggini dei Nebrodi è frequente la neve al di sopra dei 1.200 metri s.l.m. nel periodo invernale e le precipitazioni, nel loro complesso, raggiungono anche i 1.300 mm. Per contro, le zone della Piana di Catania hanno un regime di semi-aridità con precipitazioni modeste e per lo più concentrate durante la stagione autunnale sotto forma di nubifragio. Ciò, nel passato, era causa di disastrose alluvioni che rendevano molte zone impraticabili e formavano estese paludi nelle aree prossime alla costa jonica.
Le temperature medie annue si mantengono tra 17 e 19 °C. L'area pianeggiante presenta inoltre una forte escursione termica notte-giorno in tutte le stagioni; ciò, a volte, è causa di intense nebbie improvvise che avvolgono tutta l'area sud-occidentale della città metropolitana. Questa è una delle zone più calde della Sicilia, d'estate infatti la temperature medie di Catania e dei paesi dell'hinterland si aggira sui 35 °C e durante le intense ondate di calore la temperatura sfiora i 48 °C. L'opposto avviene durante le serene notti invernali quando il termometro riesce a scendere fino a -5 °C anche in pianura (una vera eccezione per l'isola).

## Storia

### Dai primi nuclei urbani al Regno delle Due Sicilie

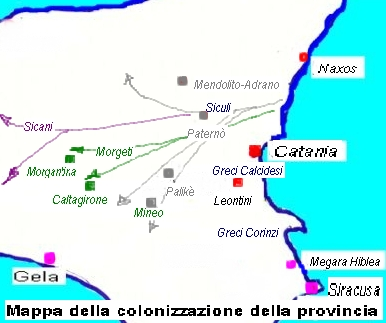
Mappa della colonizzazione della zona orientale della Sicilia.

L'area della città metropolitana di Catania risulta abitata in innumerevoli siti sin dalla notte dei tempi. Tracce di insediamenti preistorici si ritrovano dappertutto alle pendici dell'Etna nelle zone costiere e lungo le valli del Simeto e dei suoi affluenti, nel calatino e sulle alture circostanti gli Erei e gli Iblei. Quasi tutte le città e i paesi odierni mostrano evidenti o presunte tracce di insediamenti Sicani e poi Siculi; ma è del periodo greco che tutta la città metropolitana mostra evidenti le tracce, storiche e archeologiche, dello splendore raggiunto. Il periodo successivo, quello romano, che mirò soprattutto a trasformare l'isola in granaio di Roma, anche a causa delle pesanti imposizioni tributarie, portò a un impoverimento del territorio nel suo complesso. Un certo sviluppo si ebbe a partire dal tardo impero romano dopo la concessione della cittadinanza romana ai siciliani nel 212 e viene testimoniato dai resti di acquedotti e terme, dalle vestigia di Catania, come l'Anfiteatro e il Teatro Romano.

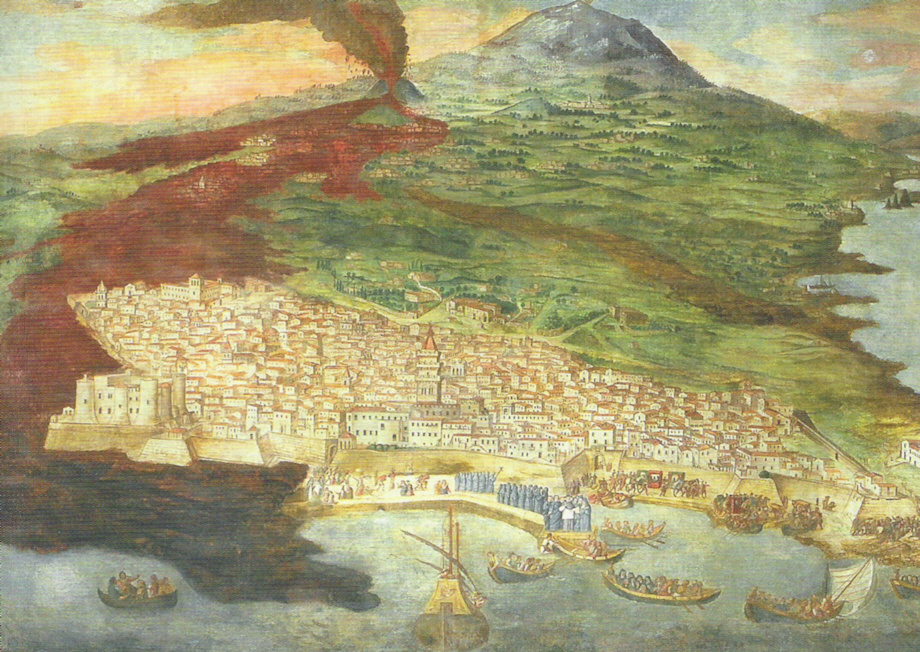
L'eruzione del 1669 investe Catania, affresco di Giacinto Platania, sacrestia della Cattedrale di Catania.

Fino alla fine del Settecento l'economia dell'attuale città metropolitana catanese aveva un suo mercato con interessi extraprovinciali, nel campo delle coltivazioni cerealicole e del grano, della coltivazione della vite e della produzione del vino, dell'allevamento dei bovini e nel campo dell'allevamento del baco per la produzione della seta, di cui sono testimonianza i sopravvissuti alberi di gelso nero e bianco, ancor oggi presenti nel territorio. Anche la città cominciava a crescere dal punto di vista demografico, con l'immigrazione di intere famiglie provenienti dall'interno dell'isola in cerca di lavoro nelle varie attività che fornivano la manodopera necessaria producendo sviluppo e ricchezza. Durante il XVII secolo il Catanese fu colpito da due tremende sciagure: la colata lavica del 1669 che giunse sino al capoluogo (coprendo fra l'altro i centri di Nicolosi, Fenicia Moncada (Belpasso) e Misterbianco) e il terribile terremoto del 1693 che cancellò i due terzi della popolazione di Catania, Trecastagni, Pedara, Occhiolà (oggi Grammichele), altri centri ebbero moltissime vittime ma quasi tutti vennero accomunati da una distruzione delle costruzioni e degli opifici pressoché totale. La ricostruzione e la politica, attuata dai governanti di allora, della concessione di terre e di sgravi fiscali permisero la rinascita del territorio che manifestò una vitalità inaspettata. Ripresero così i commerci e le coltivazioni.
Il 24 febbraio 1853 incominciava l'attività la Camera consultiva commerciale di Catania in un contesto difficile quale lo era quello burocratico del governo borbonico. Le sue iniziative e le sue pressioni portarono al potenziamento delle infrastrutture essenziali delle poste, delle banche e dei collegamenti marittimi e stradali (al tempo era molto difficile la comunicazione via terra anche con Messina e Siracusa). Nello stesso periodo venne tentata, con la costituzione di una Società di irrigazione del Simeto del barone Spitaleri, la coltivazione del cotone in alcune zone della Piana di Catania e la coltivazione del riso, ma soprattutto quest'ultima si rivelò un'iniziativa poco felice e la società nel 1859 andò fallita. L'attività imprenditoriale cercò allora altre alternative introducendo nelle aree provinciali più idonee la coltivazione su vasta scala degli agrumi, trasformando ampie zone fino ad allora coltivate a vigneto.

### Dall'Unità d'Italia alla soppressione della provincia
Durante l'impresa dei Mille la città di Bronte fu teatro di un episodio controverso, noto come la Rivolta di Bronte.
Nell'agosto del 1860, i contadini di Bronte si ribellarono occupando le terre dei latifondisti, dando credito alle promesse di equa ripartizione delle terre da parte di Garibaldi. La rivolta fu soppressa nel sangue da Nino Bixio forse perché timoroso di un'eventuale rivoluzione repubblicana.
Le nuove autorità garibaldine abolirono la vecchia provincia borbonica, che verrà sostituita dalla nuova provincia di Catania. In questo periodo il Catanese vide un importante sviluppo dell'industria mineraria dello zolfo, anche grazie all'arrivo di capitali nord europei. Nel 1862 venne istituita una Borsa valori, vennero costruite nuove ferrovie minerarie, e Catania diventerà la capitale siciliana dello zolfo negli anni settanta del XIX secolo. Parallelamente si sviluppò anche il settore tessile e quello legato al porto. La popolazione di Catania passò dai 52.000 abitanti del 1834 ai 101.000 del 1881. 

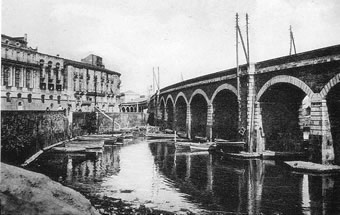
Gli Archi della Marina all'inizio del Novecento.

Verso la fine del secolo, si svilupparono le raffinerie di zolfo e le industrie chimiche a esso collegate, le attività molitorie e il settore tessile. Vi erano poi esportazioni agricole come cereali, frutta e i vini etnei, esportati dal porto di Riposto. La fine del secolo vide anche la costruzione della Ferrovia Circumetnea. Nei primi decenni del Novecento Catania era ormai il riferimento economico dell'intera Sicilia.
Lo scoppio della prima guerra mondiale fece crollare rapidamente il traffico mercantile. La città e l'intera provincia entrarono quindi in una seria crisi. Anche il commercio dello zolfo andava sempre più ridimensionandosi a causa della concorrenza dello zolfo del Texas prodotto con metodi più moderni e a costi inferiori.
Tra le due guerre vi fu l'avvio delle bonifiche del Pantano d'Arci, del Biviere di Lentini, e del corso dell'alto Simeto, ma complessivamente si verificò una stagnazione produttiva del territorio a causa della perdita delle precedenti esportazioni verso i paesi esteri. Nel 1927 la provincia di Catania venne anche decurtata di una parte del suo territorio nell'ambito della creazione della nuova provincia di Castrogiovanni (poi Enna) perdendo la sua giurisdizione sui comuni della sponda occidentale del Simeto fino a Nicosia e della Piana di Catania oltre Catenanuova. Nel 1928 un'eruzione dell'Etna distrusse Mascali.
Il Catanese fu anche teatro di pesanti scontri a seguito dello sbarco in Sicilia, oltre che di bombardamenti alleati che distrussero le principali infrastrutture. In questo frangente il territorio provinciale vide perpetrarsi la Strage di Castiglione, prima rappresaglia nazista nei confronti della popolazione civile italiana. Finita la guerra Catania divenne una delle roccaforti dell'EVIS, che vi organizzò la lotta armata e i sabotaggi sino al giugno 1945, quando a Randazzo venne ucciso dai carabinieri il suo comandante Antonio Canepa.
L'avvento del nuovo regime repubblicano vide l'apertura di una stagione di riforme, con la riforma agraria, l'istituzione della Cassa per il Mezzogiorno e in particolare per il territorio catanese la conclusione delle bonifiche avviate tra le due guerre e mai concluse. Negli anni cinquanta così in quello che era stato il Pantano d'Arci nacque la Zona industriale di Catania. Tuttavia questo periodo sarà contrassegnato anche dall'emigrazione verso il nord Italia, soprattutto a Milano e a Torino.

## Monumenti e luoghi di interesse

### Parchi, riserve e aree protette
Qui di seguito sono indicate le riserve naturali, i parchi e le riserve marine, ricadenti nella città metropolitana di Catania. Il parco dell'Alcantara si trova parzialmente nella città metropolitana di Messina mentre quello dei Nebrodi è suddiviso fra la città metropolitana di Messina, il libero consorzio comunale di Enna e la città metropolitana di Catania.
| Denominazione                                                       | Zona geografica                    | Sede amministrativa    | Sito istituzionale |
| ------------------------------------------------------------------- | ---------------------------------- | ---------------------- | --- |
| Parco dell'Etna                                                     | Pendici dell'Etna                  | Nicolosi               | Parco dell'Etna (archiviato dall'url originale il 15 marzo 2019).                                                     |
| Parco dei Nebrodi                                                   | Catena dei Nebrodi                 | Caronia                | Parco dei Nebrodi. |
| Riserva naturale orientata Bosco di Santo Pietro                    | Comuni di Caltagirone e Mazzarrone | Caltagirone            | APT Catania. URL consultato il 12 settembre 2022 (archiviato dall'url originale il 21 marzo 2007).                    |
| Riserva naturale Fiume Fiumefreddo                                  | Bacino del fiume Fiumefreddo       | Fiumefreddo di Sicilia | Parco Fiume Fiumefreddo.                                                                                              |
| Riserva naturale integrale Isola di Lachea e Faraglioni dei Ciclopi | Mare di Acitrezza                  | Aci Castello           | Sito Università di Catania. URL consultato il 12 settembre 2022 (archiviato dall'url originale il 21 settembre 2007). |
| Riserva naturale orientata La Timpa                                 | Timpa di Acireale                  | Acireale               | Riserva Timpa di Acireale.                                                                                            |
| Riserva naturale Oasi del Simeto                                    | Foce de Simeto                     | Catania                | Riserva Oasi del Simeto.                                                                                              |
| Riserva naturale marina Isole Ciclopi                               | Riviera dei Ciclopi                | Aci Castello           | Parks.it. |
| Parco fluviale dell'Alcantara                                       | Bacino del fiume Alcantara         | Francavilla di Sicilia | Parco fluviale dell'Alcantara.                                                                                        |

### Musei e aree archeologiche
La città metropolitana di Catania può vantare diversi musei e aree archeologiche essenzialmente nel suo capoluogo ma anche in alcune delle sue città maggiori. A Catania si ricorda il Museo civico del Castello Ursino, inaugurato nel 1924 a cura del prof. Guido Libertini, che contiene una pinacoteca con dipinti del XVI, XVII e XVIII secolo nonché reperti archeologici greci e romani. Al Centro fieristico le Ciminiere si possono visitare i due più grandi musei della città: il Museo storico dello sbarco in Sicilia (esteso oltre tremila m²) e il Museo del Cinema, ambedue inaugurati nel 2002 dall'allora presidente della Provincia Nello Musumeci. Egli realizzò anche una rete museale, nei centri minori, ancora regolarmente aperta al pubblico: a Nicolosi il Museo Vulcanologico; a Raddusa il Museo del Grano; a Caltagirone il Museo della Fotografia; a San Michele di Ganzaria il Museo Archeologico e della civiltà contadina; ad Acireale, nella Basilica di San Sebastiano, il Museo d'Arte Sacra; a Giarre l'Acquario dei pesci mediterranei, Paternò Museo civico archeologico "Gaetano Savasta" e Museo etno-antropologico presso l'ex Macello in via Fonte Maimonide. Questi sono gli altri musei e le aree archeologiche presenti nella città metropolitana di Catania:

Fondo Mario Rapisardi – Biblioteche Riunite "Civica e A. Ursino Recupero".

La «cuba» è un edificio religioso d'epoca bizantina a pianta quadrata con una cupola. Secondo alcuni la parola «cuba» deriva dal latino "cupa" (botte) o "cupula" (botticella), per altri dall'arabo "cuba" (fossa, deposito) o "qubba" (cupola). In dialetto si citano spesso le chiesette di campagna come "cubole". Nei pressi di Castiglione di Sicilia si trova la chiesa di Santa Domenica, forse la più importante cuba presente in Sicilia, monumento nazionale dal 1909. L'edificio è stato costruito con pietra, blocchi lavici, malta e materiali in cotto intorno all'VIII secolo da monaci basiliani internamente era ricco di affreschi di fattura bizantina, oggi perduti. La facciata è a due ordini, l'ingresso principale è caratterizzato da un arco di notevoli dimensioni, mentre nel secondo ordine si trova una grande trifora. All'interno la cupola centrale è arricchita da volte a crociera. Dopo anni di degrado la chiesa è stata oggetto di restauro negli ultimi anni. Un'altra cuba meno nota si trova a Dagala del Re (Santa Venerina).
|                                             | Musei e aree archeologiche                                                                       |
| ------------------------------------------- | ------------------------------------------------------------------------------------------------ |
| Aci Catena                                  | Zona archeologica di Santa Venera al pozzo, Aci Catena via Alimena, Antiquarium e Terme.         |
| Acireale                                    | Biblioteca e pinacoteca Zelantea, via marchese di Sangiuliano.                                   |
| Adrano                                      | Museo archeologico regionale (piazza Umberto).                                                   |
| Adrano                                      | Mura Dionigiane (Via Catania)                                                                    |
| Caltagirone                                 | Museo Regionale della Ceramica (Via Giardino Pubblico)                                           |
| Catania                                     | Museo civico, Castello Ursino                                                                    |
| Catania                                     | Anfiteatro romano (piazza Stesicoro)                                                             |
| Catania                                     | Teatro antico (via Vittorio Emanuele 266)                                                        |
| Catania                                     | Museo Diocesano della Cattedrale (piazza Duomo)                                                  |
| Catania                                     | Terme dell'Indirizzo (piazza Currò) e terme della rotonda (via della rotonda)                    |
| Catania                                     | Terme Achilliane (Catania Sagrato Cattedrale)                                                    |
| Catania                                     | Ipogeo romano (via G.Sanfilippo)                                                                 |
| Catania                                     | Museo Belliniano (piazza San Francesco)                                                          |
| Catania                                     | Casa Museo di Giovanni Verga (via Sant'Anna 8)                                                   |
| Licodia Eubea                               | Museo civico archeologico A. Divita e museo Etnografico (Corso Umberto I)                        |
| Linguaglossa                                | Museo etnografico dell'Etna                                                                      |
| Paternò                                     |                                                                                                  |
| Museo civico archeologico "Gaetano Savasta" |                                                                                                  |
| Museo etno-antropologico                    |                                                                                                  |
| Mineo                                       | Zona archeologica di Palikè – Rocchicella                                                        |
| Paternò                                     | Museo Archeologico G.Savasta, zona archeologiche di Pietralunga, Monte Castellaccio, Monte Poira |
| Randazzo                                    | Museo Archeologico "Paolo Vagliasindi"                                                           |
| Randazzo                                    | Museo Civico di Scienze Naturali                                                                 |
| Randazzo                                    | Museo dell'Opera dei Pupi                                                                        |

### Castelli
I castelli e i sistemi di fortificazione difensiva esistenti non sono molti soprattutto a causa dei disastrosi terremoti che hanno colpito il territorio distruggendo molte vestigia difensive del periodo greco-romano. Molte fortificazioni dell'epoca arabo-normanna insistono sullo stesso sito delle precedenti più antiche come il Castello di Calatabiano il castello di Paternò e il Castello di Caltagirone.

Il Castello Ursino in una foto del XIX secolo.

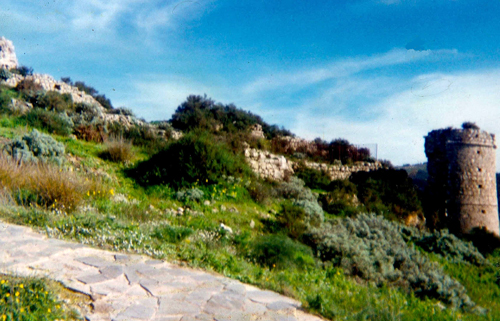
Licodia Eubea, Castello Santapau.

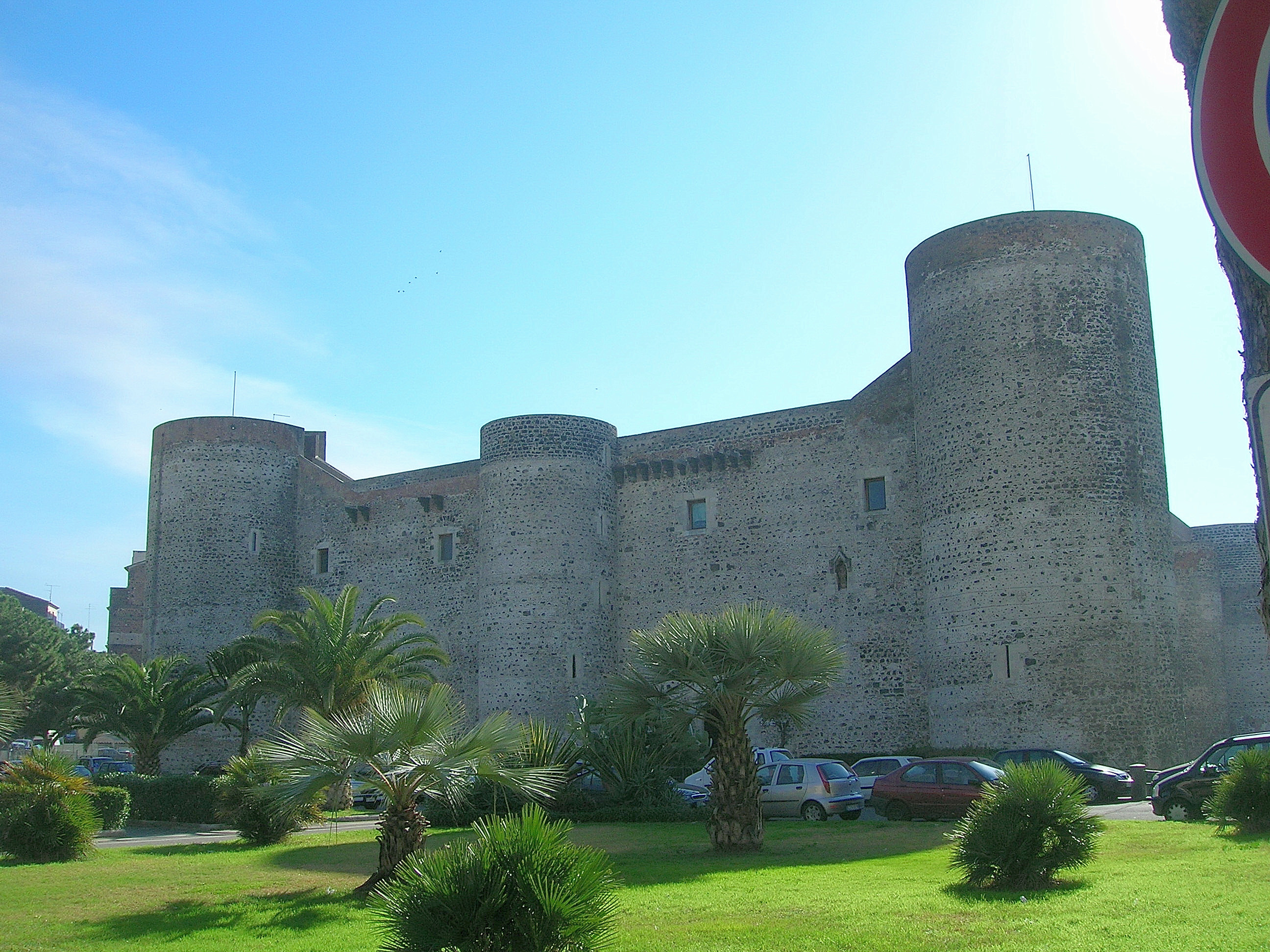
Il Castello Ursino sede del Museo civico di Catania.

|                        | Castelli                    |
| ---------------------- | --------------------------- |
| Catania                | Castello Ursino             |
| Aci Castello           | Castello di Aci             |
| Paternò                | Castello Normanno           |
| Adrano                 | Castello Normanno di Adrano |
| Bronte                 | Castello Nelson             |
| Calatabiano            | Castello arabo-normanno     |
| Motta Sant'Anastasia   | Torre normanna (Dongione)   |
| Castiglione di Sicilia | Castello                    |
| Caltagirone            | Castello di San Giorgio     |
| Licodia Eubea          | Castello Santapau           |
| Santa Maria di Licodia | Torre Arabo Normanna        |

## Società

### Dialetto
Oltre all'italiano, nell'area è parlata la lingua siciliana, nella variante orientale non metafonetica.
Tipici del capoluogo una cadenza caratteristica e una forte assimilazione della liquida r alla n o alla m nei gruppi consonantici rm o rn. I comuni a sud-est e soprattutto Vizzini, Licodia Eubea, Grammichele, Mineo e Mazzarrone sono influenzati dalla parlata ragusana (variante metafonetica sud-orientale) mentre quelli a nord lungo l'Alcantara e specie Calatabiano da quella messinese. Si può notare nei comuni occidentali, sia a nord sia a sud, influenze di parlata centrale.
In alcuni centri sussiste un più o meno forte sostrato gallo-italica all'interno del siciliano, specie a Randazzo, Paternò, Caltagirone, Mirabella Imbaccari e San Michele di Ganzaria.

### Tradizioni e folclore
Fra le tradizioni popolari più note del territorio di Catania, vi è sicuramente quella dell'Opera dei Pupi, che nel 2001 è stata dichiarata, dall'UNESCO, patrimonio orale e immateriale dell'umanità.

#### Feste e sagre della città metropolitana
La città e i paesi della città metropolitana di Catania presentano un'accentuata tendenza alla spettacolarizzazione delle feste religiose, che a volte affondano le loro radici scenografiche e culturali nelle tradizioni antiche del tempo dei siculi e dei greci. Sicuramente la più nota e spettacolare è la festa di Sant'Agata a Catania che dura tre giorni interi con sfilate di Cannalori e del fercolo trainato a mano dai fedeli fino a pochi decenni fa. Illuminazione e fuochi pirotecnici fanno da cornice alla festa che attrae centinaia di migliaia di persone nel capoluogo.
Unica nel suo genere è la Festa dell'Assunta a Randazzo che si svolge ogni anno il 15 di agosto, con la processione della Vara, un grande carro votivo del XVI secolo dedicato alla Madonna Assunta. Rispetto ai più noti carri votivi (la Vara di Messina e di Palmi), la Vara di Randazzo ha almeno tre delle caratteristiche peculiari: le maggiori dimensioni (18-20 metri in altezza), la presenza di 25 personaggi viventi (bambini e bambine della cittadinache raffigurano i misteri della morte, dell'assunzione e dell'incoronazione della Vergine Maria) lungo quasi tutta la lunghezza del fercolo e i particolari movimenti che la stessa è in grado di eseguire durante il tragitto (rotazione nei due sensi delle ruote centrali, l’una a destra, l’altra a sinistra e inoltre per il movimento rotatorio di tutto l’asse del carro). La processione inizia alle 16:00 presso le absidi della Basilica di Santa Maria Assunta, con il carro votivo che trainato a mano da centinaia di ferventi devoti per mezzo di due gomene, percorre l'intera via Umberto I fino all'antica porta di San Martino. Durante il tragitto i fanciulli intonano in dialetto randazzese un antichissimo inno tradizionale dal titolo "Evviva la Vergine!" mentre i devoti affacciati da balconi e finestre lanciano agli stessi bambini caramelle e dolciumi.
Pittoresca è la festa di San Giovanni Battista ad Acitrezza nel mese di giugno, durante la quale si svolge U pisci a mari, una tradizione popolare che risale al 1750. Comprende una pantomima che è un vero rito propiziatorio, con una parodia della pesca del pesce spada interpretata da attori trezzoti.
Coinvolgente e sentitissima è la Festa di Santa Barbara a Paternò, dove ogni anno dall'1 al 5 dicembre coinvolge tantissimi fedeli chiamati dalla devozione per la Santa. La festa è ricca di momenti suggestivi e fuochi pirotecnici.
Altra manifestazione religiosa di un certo rilievo ad Acireale è la Festa di San Sebastiano, il 20 gennaio, ricca di momenti suggestivi e spettacolari.
Ricche di genuina religiosità popolare e apparato folcloristico sono le feste patronali di Biancavilla. La "Grande Festa Estiva" in onore della Madonna dell'Elemosina (ultima domenica di agosto), il "Patrocinio" della stessa Madonna (4 ottobre) e S. Placido (5 e 6 ottobre). Notevoli i riti pasquali, in particolare il Venerdì santo (Processione dei "Misteri") e la domenica di Pasqua ("à Paci").
Assume toni spettacolari, invece, la manifestazione dei carri che si svolge a Belpasso il 12 dicembre in occasione dei festeggiamenti di S. Lucia patrona della città. I carri sono delle grandi costruzioni meccaniche che racchiudono elaborate scenografie, realizzati con settimane di intenso lavoro da stuoli di artigiani (in rappresentanza di ciascun quartiere) raccolti in gruppi, ciascuno dei quali è diretto da un "mastro" cioè l'ideatore o meglio il "progettista" dei carro.
I carri vengono presentati uno alla volta, chiusi, in piazza Duomo e si aprono lentamente (la "spaccata"), svelando lo scenografico contenuto in un tripudio di luci, dipinti e personaggi viventi in un crescendo spettacolare in attesa dell'ultima scena del carro, l'Apoteosi di Santa Lucia, che può raggiungere la ragguardevole altezza di ben dieci metri.
La "spaccata" di ciascun carro è accompagnata dall'esibizione dei "cantanti" che lodano la santa con toni struggenti. Le cantate dei "Giovani Cantanti" vengono oggi effettuate da soli 3 quartieri che permettono ancor oggi di gustare questa tradizione: Quartiere Matrice (Cantata curata dal M° Piero Leotta), Quartiere Sant'Antonio (Cantata curata dal M° Salvatore Signorello) e Quartiere Purgatorio (Cantata curata dal M° Emanuele Puleo). I giorni seguenti 13 e 14 dicembre sono invece dedicati alla processione delle reliquie e del simulacro sul fercolo d'argento.
Caltagirone, ogni anno, a partire da metà maggio fino alla prima domenica di giugno offre lo spettacolo della Scalinata di Santa Maria del Monte trasformata in un tappeto multicolore di fiori; è "La Scala infiorata", un disegno formato utilizzando oltre 4000 piantine, in omaggio alla locale Madonna di Conadomini.
Una tradizione molto sentita è anche quella del Carnevale. Molte città si contendono il primato del più bel carnevale di Sicilia; tra queste primeggia Acireale con il suo Carnevale, considerato il più antico di Sicilia, più volte inserito nella lotteria nazionale, con sfilate di carri allegorici testimoniate sin dal 1800. Anche  Misterbianco, Adrano e Paternò organizzano festeggiamenti carnevaleschi cercando di differenziarsi con sfilate tematiche di carri, concorsi a premi per maschere e sfilate di costumi e musica.
Sempre più numerose anche le sagre legate all'agro-alimentare tradizionale come la Sagra della ricotta e del formaggio a Vizzini alla fine di aprile,il Festival Internazionale dell'uva da tavola IGP di Mazzarrone la seconda settimana di settembre (venerdi', sabato e domenica),la Sagra del pistacchio a Bronte la seconda settimana di ottobre, la Sagra delle fragole a Maletto, la Vinimilo a Milo, l'EnoEtna di Santa Venerina, l'ottobrata di Zafferana Etnea, la Nivarata (festival della granita) ad Acireale

#### Miti e leggende
Il territorio è molto ricco di miti e leggende.
- La fontana dell'Elefante (detta Liotru) è il simbolo della città ed è di fattura romana. È un manufatto in pietra lavica porosa, che raffigura un elefante sormontato da un obelisco egiziano in marmo bianco. Il nome deriva probabilmente dalla storpiatura del nome Eliodoro, personaggio legato alla storia della statua. A Catania inoltre si narrano le leggende di Colapesce, dei Pii fratres, di Gammazita e Uzeta con molte varianti.
- Al territorio delle Aci si lega fortemente l'idillio d'amore fra il pastore Aci e la ninfa Galatea, della quale, a sua volta, era innamorato il ciclope Polifemo che schiacciò il rivale sotto un masso. Dal sangue del pastore nacque un fiume[8] chiamato Akis dai greci, oggi "scomparso" sottoterra, ma che riaffiora nei pressi di Santa Maria la Scala, in una sorgente chiamata "u sangu di Jaci" (il sangue di Aci).[9] Sempre ad Acireale si narra che l'eruzione del 396 a.C., che storicamente investì e stravolse il territorio a nord, avrebbe anche terrorizzato e messo in fuga la flotta cartaginese comandata da Imilcone II che si preparava a uno sbarco. Nel vicino Bosco d'Aci sarebbero caduti i Giganti, per punizione di Zeus dopo aver tentato la scalata all'Olimpo. Claudiano scrisse che le pelli e le teste dei Giganti rimasero infisse ai tronchi degli alberi, in espressioni terrificanti, tanto che persino il ciclope Polifemo se ne teneva lontano.[10]
- Secondo alcuni storici nel tratto di costa ionico, fra Acireale e Catania, sarebbe approdato Ulisse con i suoi compagni, come narrato nell'Odissea da Omero, e avrebbe incontrato il ciclope Polifemo figlio del dio Nettuno. Il ciclope li imprigionò in un antro, che usava come dimora, e gli sfortunati viaggiatori riuscirono a liberarsi solo accecando Polifemo con un palo arroventato. Per l'ira il ciclope scagliò enormi massi contro Ulisse e i suoi compagni in fuga, massi che sono stati leggendariamente identificati con i faraglioni di Acitrezza.
- Al Castello di Nelson (Bronte) si venera una raffigurazione della Madonna di fattura bizantina dipinta, secondo una leggenda, da San Luca e donata dal generale Giorgio Maniace quale ringraziamento alla Madonna per una vittoria militare.
- Nel Santuario Maria Santissima di Valverde si tramanda la leggenda del brigante Dionisio convertito da un'apparizione della Madonna e del Prodigio del Pilastro, nel 1040. Si dice che mentre Dionisio era assorto in preghiera vide un raggio di intensa luce e una nube sulla quale vi era la Madonna attorniata da angeli. Quando la visione scomparve, su un pilastro rimase impressa l'immagine di Maria che oggi si venera. Tradizionalmente si dice che l'immagine sia divinitus formata o acheropita, ovvero non attribuibile a pennello d'uomo.
- Il vulcano Etna, porta con sé decine di racconti. Il filosofo greco Empedocle, sarebbe morto suicida gettandosi nel cratere. Un sandalo sarebbe stato poi scagliato, narra la leggenda, e caduto nell'attuale Porto Empedocle (AG). Il castagno dei Cento Cavalli ha dato luogo alla leggenda di una misteriosa regina e di cento cavalieri con i loro destrieri, che vi trovarono riparo da un temporale. Nel versante nord-est, esisteva sino agli anni cinquanta un fontanile detto – le Fontanelle del Milo – vicino al monte Fontana, dove ogni tanto appariva una città ai viandanti per poi svanire nel nulla.
- Il Santuario di Vena (Piedimonte Etneo) sarebbe stato edificato nel luogo in cui si impuntò un asino che trasportava un'icona bizantina della Madonna, al seguito di un gruppo di monaci. L'animale cominciò a scalciare e fece affiorare un rivolo (vena) d'acqua; da allora, (circa l'VIII secolo), considerata prodigiosa. L'icona è ancora oggi custodita nel santuario.
- Alla torre normanna di Motta Sant'Anastasia è legata la leggenda di Jana da Motta. Bernardo Cabrera, potente signore di Modica voleva a tutti i costi la regina Bianca di Navarra, vedova del re Martino il Giovane. Per far desistere il Cabrera, il signore di Motta, l'ammiraglio Sancho Ruiz de Lihori, creò nel castello una finta camera da letto. Il Cabrera cadde nel tranello e quando cercò aiuto da un'ancella di nome Jana (travestita però da paggio) complice del Ruiz, fini appeso a un lenzuolo fra gli sberleffi dei popolani e così desistette e non s'interessò più alla regina Bianca.
- Nel castello di Calatabiano esiste una delle poche lapidi mai tradotte. Lo scritto è talmente enigmatico che pur essendo spesso stato esaminato da studiosi, fino a oggi non si è riusciti ad averne una traduzione convincente.
- Il ponte dei Saraceni (Adrano) nasconde invece un altro enigma. Infatti si tratta di un maestoso ponte sul Simeto che non presenta alcuna strada, su entrambe le sponde del fiume, da giustificarne l'esistenza. Certa[senza fonte] è invece la datazione posteriore al XIV secolo, e quindi non d'epoca islamica.
- Adranon, antico Dio venerato ad Adrano ma anche in altre località siciliane

## Cultura

### Istruzione

#### Università degli studi di Catania
La città metropolitana di Catania vede la presenza dell'Università degli Studi di Catania. La sua istituzione risale al 1434 quando Alfonso d'Aragona emanò il privilegio istitutivo assunto nella tradizione dell'Ateneo come la data di fondazione. L'inizio dell'attività avvenne il 26 luglio 1445.
L'università offre oggi ottanta corsi suddivisi nelle 12 Facoltà, a Catania e nelle sedi decentrate di Ragusa, Siracusa, Enna e Caltanissetta. Dal 1998 è attiva la Scuola Superiore di Catania (sostenuta da un Consorzio tra Enti pubblici, aziende private e Istituti di cultura), con l'obiettivo di assicurare a studenti e laureati meritevoli un percorso formativo di eccellenza. Ad Acireale, inoltre, nell'edificio del prestigioso Collegio Pennisi, ha sede una delle cinque sezioni italiane della Scuola superiore della pubblica amministrazione. Caltagirone ha ospitato alcuni corsi di laurea dell'Università degli Studi di Messina, e oggi è ancora sede dell'Istituto di Sociologia "Luigi Sturzo".

#### Scuole superiori
Gli Istituti Scolastici superiori statali sono presenti nei maggiori centri della città metropolitana; ve ne sono 24 a Catania, 9 ad Acireale, 8 a Paternò, 7 a Caltagirone e Giarre, 4 a Riposto, 4 ad Adrano, 3 a Biancavilla, Bronte e San Giovanni la Punta, 2 a Belpasso ed uno a Grammichele, Militello, Nicolosi, Pedara, Trecastagni, Randazzo, Santa Maria Di Licodia, e Scordia. Oltre a questi esistono numerose realtà scolastiche private che assicurano insieme un'ampia offerta formativa.

### Musica

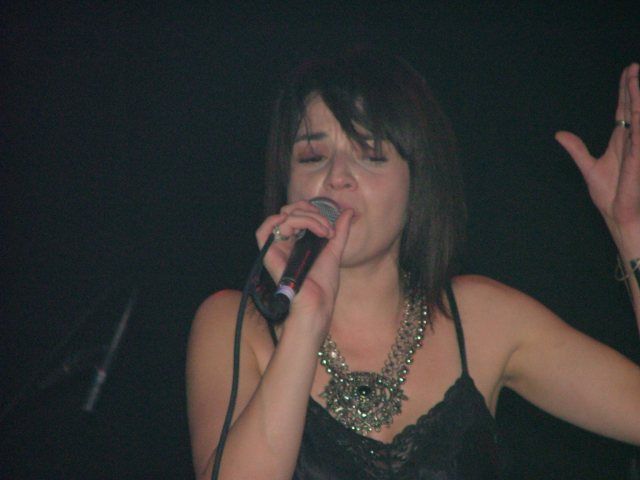
Carmen Consoli.

Il più importante musicista del territorio è probabilmente Franco Battiato, le cui sperimentazioni musicali hanno influenzato molti altri autori.
Successivamente sono arrivati Vincenzo Spampinato, i Denovo di Mario Venuti e Luca Madonia, Carmen Consoli, lanciata dalla casa di produzione di Francesco Virlinzi, gli Sugarfree, Mario Biondi e molti altri autori minori. Nella scena rock ottanta-novanta spiccano nomi storici come gli Schizo e gli Archinuè, autori di un genere più hard, e poi gli Uzeda e i Flor de Mal, che nacquero negli anni in cui Catania veniva addirittura considerata una Seattle europea. Importante è stato anche il lavoro di cantanti popolari come Brigantony, le cui "opere" sono oggi riprese dai Brigantini, e ai più contemporanei Lautari.
Nella musica classica contemporanea meritano menzione i compositori Aldo Clementi e Francesco Pennisi (1934-2000) e gli esecutori Maurizio Ciampi e Francesco Nicolosi.

### Teatro
Catania è la città a più alta densità teatrale della Sicilia. Molteplici le compagnie teatrali che vi operano, sia professionali sia amatoriali. Il più importante teatro della città è il Teatro Massimo Bellini, costruito dall'architetto Carlo Sada alla fine del XIX secolo e inaugurato nel 1890. Oggi è un teatro lirico di tradizione, vanta un'orchestra sinfonica e un coro stabile ed è sede di stagione operistica e concertistica. Da alcuni anni dispone della sala del Teatro Sangiorgi che viene utilizzata per concerti di musica da camera e per prove di spettacoli. Molto attivi sono inoltre il Teatro Stabile diretto da Pietrangelo Buttafuoco che ha sostituito Pippo Baudo e il Teatro Metropolitan, nonché il Piccolo Teatro di Gianni Salvo.

### Radio, riviste e televisioni
Catania è sede del quotidiano siciliano La Sicilia, Quotidiano di Sicilia , Catania Today, SudPress e BlogSicilia del mensile Tribeart - Arte e cultura contemporanea siciliana e delle emittenti televisive Antenna Sicilia, Telecolor , Video 3, La F e D Television. In città sono inoltre presenti diverse emittenti radiofoniche: alcune a carattere regionale come Radio Telecolor e Radio Sis, e altre a livello locale quali Radio Video 3, Radio Catania, R.S.C., Studio 90 Italia, Radio Delfino, Antenna Uno, Radio Vulcano. In passato, era la sede anche delle riviste I Siciliani, Il Corriere di Sicilia e Espresso Sera e del canale televisivo Teletna. Oggi quasi tutti i mass media della città sono in mano a Mario Ciancio Sanfilippo ritenuto il maggiore editore del sud Italia.
Nella città metropolitana sono attive altre emittenti come Ciak Telesud di Paternò, TVA Televideo Adrano e Radio Studio Italia ad Adrano, Video Star, Radio K2, Top Etna Radio, radio Antenna1 e radio studio 88 a Biancavilla, Canale 9, Rei Tv, Radio Etna Espresso e Radio Aci ad Acireale, Michelangelo TV, Canale 66, TVR Xenon, Tele Pegaso, TeleVita a Caltagirone, e Radio Universal a Giarre.

### Cinema
A Catania già nel primo decennio del Novecento, agli albori del cinema, sorsero varie case di produzione cinematografica: "Morgana film" (da non confondersi con un'omonima società costituita a Roma, "Etna film", "Katana film", "Sicula film" e "Jonio film". Secondo quanto riportato in un articolo del quotidiano "La Sicilia" del 1º marzo 1978, già nel 1914 Catania era una delle capitali del cinema europeo. La Enciclopedia di Catania (edizioni Tringale) ricorda il film Sperduti nel buio, diretto dal catanese Nino Martoglio, considerato da alcuni commentatori quale precursore del realismo russo. Il film era ricavato dall'omonimo dramma di Roberto Bracco (1901) e venne prodotto nel 1914 dalla Morgana Film (quella di Roma) con esterni girati a Napoli. I suoi principali interpreti furono attori provenienti dal teatro dialettale siciliano Giovanni Grasso senior e Virginia Balistrieri, tanto che Sciascia, nonostante la sede di produzione e i luoghi delle riprese, lo definirà «un film siciliano».
La Etna Film produsse oltre 100 film, tra cui: Il Benefattore e il Marchese di Roccaverdina entrambi su soggetto di Luigi Capuana, Capo rais diretto da Nino Martoglio ed interpretato da Giovanni Grasso, L'acrobata diretto da Giuseppe De Liguoro e dal commediografo catanese Pippo Marchese. Da citare anche Christus, un colossal, girato con centinaia di comparse e Il cavaliere senza paura.

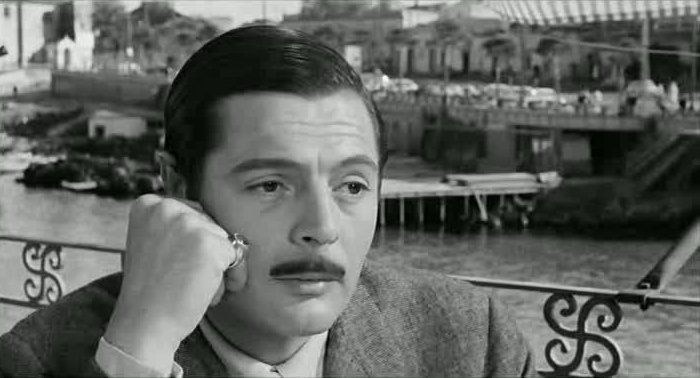
Marcello Mastroianni in Divorzio all'italiana nello scenario del porto di Ognina.

Della Katana Film si ricordano tra gli altri, Il latitante e La guerra e la moda (entrambi con la Balistrieri), della Sicula Film, La fidanzata dell'Etna, Pane nemico e Presentat'arm (con Elvira Radaelli) e infine, della Jonio Film, Valeria.
Da notare che un meccanico dell'Etna Film, Francesco Margiunti, inventò due regoli calcolatori per la perforazione della pellicola negativa e positiva, che oggi si trovano al Museo del cinema di Torino. La produzione cinematografica di Catania durò solo pochi anni. Vennero presto favorite e finanziate altre sedi e il settore entrò in crisi. Tentativi di rilancio successivi, ma senza seguito, furono quelli di Ugo Saitta nel 1935 Clima puro e Lo voglio maschio, con Tuccio Musumeci, nel 1971.
Fino a oggi soltanto pochi film sono stati girati nel Catanese e qui di seguito ne viene citato l'elenco:
- Casta Diva (1935), di Carmine Gallone;
- Malìa, tratta dall'opera omonima di Luigi Capuana, Regia di Giuseppe Amato, 1946 TITANUS
- Il bell'Antonio (1960), di Mauro Bolognini, dal romanzo omonimo di Vitaliano Brancati;
- La sposa bella (1960), di Nunnally Johnson e Mario Russo, dal romanzo di Bruce Marshall;
- Divorzio all'italiana di Pietro Germi;
- Un bellissimo novembre (1969), di Mauro Bolognini;
- Bronte: cronaca di un massacro che i libri di storia non hanno raccontato (1972), di Florestano Vancini;
- Malizia (1973), di Salvatore Samperi;
- Paolo il caldo (1973), di Marco Vicario, dal romanzo di Vitaliano Brancati;
- Mimì metallurgico ferito nell'onore (1973), di Lina Wertmüller;
- La governante (1974), di Giovanni Grimaldi;
- Anni di piombo (1981), di Margarethe von Trotta;
- Palombella rossa (1989), di Nanni Moretti;
- Storia di una capinera (1993), di Franco Zeffirelli;
- Gli astronomi (2003), di Vanni Ronsisvalle;
- Mundo civilizado (2003), di Luca Guadagnino;
- Perdutoamor (2003), di Franco Battiato;
- Il bell'Antonio (2005), film tv di Maurizio Zaccaro;
- Nuovomondo (2006), di Emanuele Crialese;
- L'uomo di vetro (2007), di Stefano Incerti, dal romanzo omonimo di Salvatore Parlagreco;
- I Viceré (2007), di Roberto Faenza dal lavoro di Federico De Roberto;
- Il sole nero (2007), di Krzysztof Zanussi.
- Una notte blu cobalto (2008), di Daniele Gangemi.
- La matassa (2009) di Salvatore Ficarra, Valentino Picone e Giambattista Avellino.

### Cucina
La gastronomia catanese rispecchia abbastanza quella siciliana anche se esistono dei piatti essenzialmente catanesi come la notissima pasta alla Norma. In particolare grandissima importanza ha la tipica tavola calda catanese che va prendendo sempre più piede in tutto il resto d'Italia e anche nel mondo, è possibile infatti trovare scacciate, cipolline e cartocciate anche in città come Roma, Milano, Londra, New York, Los Angeles e altre. Qui di seguito sono elencati alcuni prodotti tipici della gastronomia catanese:
| Antipasti                     | Primi piatti                               | Secondi piatti                  | Tavola calda                                 | Dolci                             |
| ----------------------------- | ------------------------------------------ | ------------------------------- | -------------------------------------------- | --------------------------------- |
| Alici marinate                | Pasta alla Norma                           | Parmigiana di melanzane         | Arancini di riso                             | Cassata                           |
| Insalata di polpo             | Macco di fave                              | Sarde a beccaficu               | Cartocciata alla catanese                    | Crispelle di riso uso Benedettini |
| Zuzzu (carne in gelatina)     | Pasta cco niuri di sicci                   | Falsomagro alla catanese        | Sfincione di riso                            | Cassatelle di sant'Agata          |
| Olive cunzati                 | Pasta cche masculini                       | Tunnina (tonno) cca cipuddata   | Pizza riganata                               | Cannolo di ricotta                |
| Frittelle di muccu            | Pasta cche sardi a catanisa                | Caponata di melanzane           | Cipollina (sfoglia al forno)                 | Granita                           |
| u mauru                       | Pasta con zucchine fritte e ricotta salata | Bbastardu (cavolfiore) affugatu | A Bumma (lett: "la bomba" fritta o al forno) | a Minnulata                       |
| i cozzuli da playa le telline | Pasta cca muddica                          | la carne di cavallo e d'asina   | Scacciata                                    | Iris                              |
| Sangeli o sanguinaccio        | Spaghetti alla carrettiera                 | matruzza (interiora)            | Paté di sfoglia                              | Raviola di ricotta                |

#### Vini
La città metropolitana di Catania è rinomata per i suoi vini, soprattutto rossi e di forte gradazione. Sin dall'antichità la principale attività del porto di Riposto è infatti stata l'esportazione vinicola. Tutta l'area etnea è infatti coltivata abbondantemente a vigneto. L'area nord comprendente le zone Randazzo, e della Solicchiata fino a Linguaglossa, è zona di produzione di vini che hanno ottenuta la classificazione D.O.C. come l'Etna rosso e bianco. Famoso il vitigno nerello mascalese che tipizza tutta una serie di vini pregiati. Antica la produzione di distillati e liquori, nelle zone del giarrese, degustabili con molta facilità. Famose anche le varie prelibatezze dolciarie. Spicca sicuramente come dolce tipico la granita che ha la sua patria nella città di Acireale, dove la si può assaggiare in molteplici gusti.

### Libri

#### Pubblicazioni edite dall'Ente
Ha prodotto, patrocinato e ha contribuito alla partecipazione nella stampa di libri dal 1990 al 2011:

##### Edizioni della Provincia Regionale
- AA.VV., Autoritratto. Dentro - fuori, Provincia Regionale di Catania, 1996, SBN UBO3972091.
- Graziella Rapisarda Milone, Arance oro di Sicilia. Agrumi: salute e benessere, Provincia Reg.le di Catania, 1997, SBN PAL0210555.
- AA.VV., Usura a Catania: che fare?, Provincia Reg.le di Catania, 1998, SBN PAL0239355.
- Frate Attilio (Attilio Franco), Catania. La mia e la tua villa, Provincia Reg.le di Catania, 1999, SBN PBE0078611.  SBN CFI0459637.
- AA.VV., Racconta la tua città, Assessorato alla Cultura / Provincia Reg.le di Catania, 1999, SBN CAT0037324.
- Pietro Nicolosi, Eroi di Sicilia (1935 - 1945), Provincia Reg.le di Catania, 1999, SBN PAL0119563.
- Giacomo Tamburino, Santi, Santini e Reliquie di un Oratorio privato, Provincia Reg.le di Catania, 1999, SBN PAL0161283.
- Sebastiano Fresta, La Contea di Mascali, Provincia Reg.le di Catania, 1999, SBN PAL0159979.
- Pina Consoli (a cura di), Il futuro delle Pari Opportunità. Il pensiero del mondo giovanile per la valorizzazione della differenza di genere, Provincia Reg.le di Catania, 2000, SBN PAL0174209.
- Giuseppe Padalino, Brava gente di Mascalucia, Provincia Reg.le di Catania, 2000, SBN PAL0178900.
- Vincenzo Paternò Castello barone di Raddusa, Lettere di Spagna ed altri luoghi, Provincia Reg.le di Catania, 2001, SBN PAL0207081.
- Santina Scuderi, La festa di S.Antonio Abate a Misterbianco. Storia, devozione, folklore, Catania, Maimone, 2001, SBN PAL0187755.
- Giuseppe Adernò (a cura di), Scuole da vedere. Progetto museale, Provincia di Catania, 2002.
- AA.VV., Museo dello sbarco alleato in Sicilia. Museo dello sbarco alleato in Sicilia, Catania, Le Nove Muse, 2002, SBN PAL0274228.  SBN PBE0195041.
- AA.VV., The Historical Museum of the Landing in Sicily, 1943, Provincia Reg.le di Catania, 2004.
- Grazia Messina e Giuseppa Borzì (a cura di), L'emigrazione della costa ionica siciliana. Mostra fotografica e documentaria, Provincia Reg.le Catania, 2006.
- AA.VV., I Borghi marinari della lava, Provincia Reg.le di Catania, 2006, SBN PAL0273478.  SBN PAL0275060.
- AA.VV., The Cinema Museum, Provincia Reg.le di Catania, 2007.
- AA.VV., Il Museo del Cinema, Provincia Reg.le di Catania, 2007.
- Gaspare Mannoia (a cura di), Fulvio Crescimanno: Origine e fine, Provincia Reg.le di Catania, 2008.
- Pippo Failla, Visioni e classicità di un artista, Provincia Reg.le di Catania, 2008.

##### Edizioni dell'Azienda Provinciale per il Turismo
- AA.VV., Vincenzo Bellini. Biografia, APT Catania, 1995.
- AA.VV., Francesco Scialfa. Dipinti, 1969-1999, Vari enti, 1999.
- AA.VV., Francesco Scialfa. El barroco etneo (pinturas, 1985-2000), APT Catania, 2000.
- Fabio Tracuzzi, Sessantacinque anni per il turismo, 1935-2000, Ed.Catania, APT Catania / Maimone, 2001, SBN PAL0194680.
- Gaetano Compagnino (a cura di), Sicilia che racconta, APT Catania, 2003, SBN BVE0305645.
- Marco Nones, Le radici del cielo, Catania, Provincia Ct / APT, 2005, SBN PAL0215736.

## Comuni metropolitani
- Aci Bonaccorsi
- Aci Castello
- Aci Catena
- Aci Sant'Antonio
- Acireale
- Adrano
- Belpasso
- Biancavilla
- Bronte
- Calatabiano
- Caltagirone
- Camporotondo Etneo
- Castel di Iudica
- Castiglione di Sicilia
- Catania
- Fiumefreddo di Sicilia
- Giarre
- Grammichele
- Gravina di Catania
- Licodia Eubea
- Linguaglossa
- Maletto
- Maniace
- Mascali
- Mascalucia
- Mazzarrone
- Militello in Val di Catania
- Milo
- Mineo
- Mirabella Imbaccari
- Misterbianco
- Motta Sant'Anastasia
- Nicolosi
- Palagonia
- Paternò
- Pedara
- Piedimonte Etneo
- Raddusa
- Ragalna
- Ramacca
- Randazzo
- Riposto
- San Cono
- San Giovanni la Punta
- San Gregorio di Catania
- San Michele di Ganzaria
- San Pietro Clarenza
- Sant'Agata li Battiati
- Sant'Alfio
- Santa Maria di Licodia
- Santa Venerina
- Scordia
- Trecastagni
- Tremestieri Etneo
- Valverde
- Viagrande
- Vizzini
- Zafferana Etnea

### Comuni più popolosi
Di seguito si riporta la lista dei venti comuni della città metropolitana (in grassetto il capoluogo, in corsivo i capo-comprensori) ordinati per numero di abitanti:
| Posizione | Stemma | Comune                | Area comprensoriale | Popolazione (in abitanti) |
| --------- | ------ | --------------------- | ------------------- | ------------------------- |
| 1º        |        | Catania               | Capoluogo           | 297.339                   |
| 2º        |        | Acireale              | Aci-Jonia           | 50.457                    |
| 3º        |        | Misterbianco          | Area Metropolitana  | 48.576                    |
| 4º        |        | Paternò               | Etna occidentale    | 44.603                    |
| 5º        |        | Caltagirone           | Calatino-Sud Simeto | 35.405                    |
| 6º        |        | Adrano                | Etna occidentale    | 33.554                    |
| 7º        |        | Mascalucia            | Area Metropolitana  | 32.025                    |
| 8º        |        | Belpasso              | Area Metropolitana  | 28.259                    |
| 9º        |        | Aci Catena            | Aci-Jonia           | 27.492                    |
| 10º       |        | Giarre                | Aci-Jonia           | 26.510                    |
| 11º       |        | Gravina di Catania    | Area Metropolitana  | 25.250                    |
| 12º       |        | San Giovanni la Punta | Area Metropolitana  | 24.193                    |
| 13º       |        | Biancavilla           | Etna occidentale    | 22.899                    |
| 14º       |        | Tremestieri Etneo     | Area Metropolitana  | 19.215                    |
| 15º       |        | Bronte                | Etna occidentale    | 18.128                    |
| 16º       |        | Aci Sant'Antonio      | Aci-Jonia           | 18.024                    |
| 17º       |        | Aci Castello          | Area Metropolitana  | 17.611                    |
| 18º       |        | Scordia               | Calatino-Sud Simeto | 16.013                    |
| 19º       |        | Palagonia             | Calatino-Sud Simeto | 15.429                    |
| 20º       |        | Pedara                | Area Metropolitana  | 15.417                    |

## Economia
La città metropolitana di Catania presenta una grande varietà di attività economiche e produttive che la rendono la più attiva e dinamica dell'intera isola.

### Agricoltura

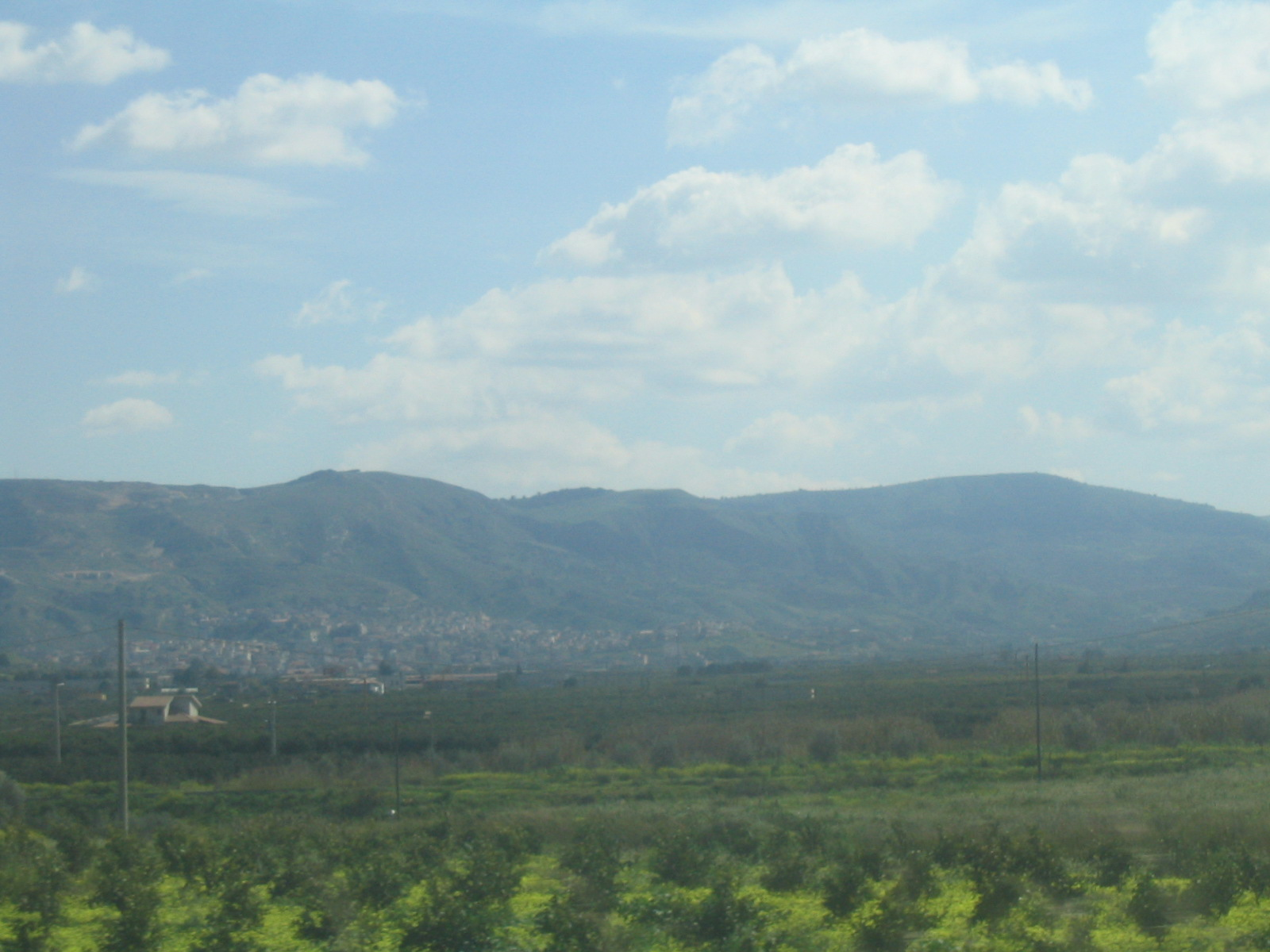
Agrumeti a Palagonia.

L'agricoltura catanese deve la sua prosperità soprattutto alla fertilità del suo suolo. Le grandi opere di bonifica e di assetto idrogeologico fluviale, realizzate nella Piana di Catania e nei suoi fiumi come il Simeto, il Gornalunga e il Dittaino, ne hanno incentivata la produzione cerealicola.
La costruzione di laghi artificiali ottenuti con lo sbarramento dei fiumi, per l'utilizzazione delle acque, ha consentito un ulteriore sviluppo delle varie tipologie di coltura.
Le attività agricole, anche se progressivamente in riduzione, lenta ma costante, rivestono ancora un ruolo di primo piano. Nel 1961 le aziende agricole della provincia catanese erano censite in 87.091, delle quali 62.166 a conduzione diretta, 17.527 con salariati e compartecipanti e il resto a colonia parziaria appoderata.
Alla base delle attività si collocano due colture fondamentali: l'agrumicoltura e la viticoltura.
La prima si estende intorno al perimetro dell'Etna, soprattutto lungo la costa ionica nell'acese e nel giarrese, a nord della città di Catania dove è prevalente la coltivazione del limone; scendendo verso la Piana di Catania fino ad oltre Catenanuova e abbarbicandosi lungo le colline che la circondano, in particolare nel territorio di Paternò, si trovano le zone nelle quali invece prevale la coltivazione dell'arancio nelle sue varietà a polpa gialla e a polpa rossa.
Fino a qualche decennio fa la coltivazione era soprattutto delle varietà Tarocco e Sanguinello, ma negli ultimi anni, le richieste del mercato hanno orientato le scelte verso degli ibridi selezionati.
La vite cresce invece per due terzi lungo i versanti collinari dell'Etna da circa 300 m s.l.m. a oltre i 1000 m s.l.m. specialmente nel versante nord. La zona di Solicchiata (Castiglione di Sicilia) è la più importante per la produzione vinicola dell'Etna Rosso doc, vino caratterizzato da un'elevata gradazione alcolica e ottenuto da uve di Nerello mascalese (anche dette Negrello o Niureddu). Grandi estensioni di coltura di uva da tavola si trovano nell'area del calatino, soprattutto nella zona di Mazzarrone. Abbastanza diffusa ovunque è anche l'orticoltura. Notevole anche la presenza di vivai nell'acese.
Numerosi prodotti agricoli della città metropolitana sono ben noti in tutt'Italia e all'estero: come le arance a polpa rossa di Paternò, i fichi d'India di San Cono e di Militello, i limoni verdelli di Aci Catena, le fragole di Maletto, i pistacchi di Bronte e tante altre produzioni agricole.
L’introduzione della coltura dell’olivo nella zona orientale della Sicilia è avvenuta nel primo millennio a.C. ad opera dei Fenici e da parte dei Greci a partire dall’VIII secolo a.C. In questa zona la presenza del vulcano, con le sue manifestazioni eruttive, ha alimentato il mito di questa coltura: il Ciclope Polifemo, personificazione dell’Etna con il suo occhio iniettato di fuoco, viene infatti accecato da Ulisse e compagni con un tronco di olivo. Nel corso dei secoli questa coltura ha subito un notevole sviluppo fino a diventare una coltura di rilevante importanza per l’economia della zona.
Già nel III secolo a.C. i romani imposero dei pesanti tributi sull’olio dell’isola per scongiurare la concorrenza che esso faceva alla produzione della Campania e del Lazio.

### Industria
In campo industriale, la città metropolitana di Catania ha occupato il primo posto in Sicilia.
Un forte sviluppo ha assunto l'industria alimentare prevalentemente quella della lavorazione dei cereali, della fabbricazione di conserve alimentari e della produzione di vini da tavola e da dessert oltre che a distillati e liquori in genere.
Importante è anche la produzione chimica con la produzione di concimi chimici e farmaceutica con imprese di rilevanza nazionale e internazionale soprattutto nel campo della produzione dei colliri.
Ma è soprattutto l'edilizia che rappresenta il settore industriale più importante e maggiormente attivo. L'industria edile ha tratto giovamento dallo sviluppo dei lavori pubblici e dall'espansione urbana dei vari centri e del capoluogo etneo.
La zona di maggior localizzazione delle attività industriali della città metropolitana è la zona industriale di Pantano d'Arci, a sud di Catania, ove trovano insediamento attività del calibro della ST Microelectronics e della Nokia, che in virtù di tali insediamenti prestigiosi è stata soprannominata Etna Valley; sono presenti anche acciaierie, mobilifici e industrie di trasformazione del legno, industrie ceramico-sanitarie, chimiche e farmaceutiche. Un altro polo importante è l'area di Piano Tavola a nord ovest del capoluogo con industrie alimentari e dolciarie, elettrotecniche, meccaniche e agroalimentari sparse anche nella zona ad est del vulcano tra Acireale e Giarre. Da non dimenticare la zona industriale di Misterbianco con aziende di prefabbricati in cemento e di carpenteria metallica, ma recentemente trasformata nel polo commerciale più importante dell'area etnea. È presente un'area industriale presso il comune di Caltagirone, dove producono aziende nel campo della ceramica e della raffinazione alimentare.

### Commercio
Ancor oggi, importante nei traffici commerciali catanesi è il commercio degli agrumi e dei prodotti alimentari che si servono sempre meno dei treni e sempre più degli autocarri attrezzati.
Il porto di Catania è al servizio dei traffici anche di gran parte della produzione dei liberi consorzi comunali di Siracusa, di Ragusa e di Enna destinata al resto d'Italia e all'estero; tali territori utilizzano il porto di Catania anche per le loro importazioni.
Scambi commerciali avvengono con Germania, Francia, Inghilterra e U.S.A., ma sono in crescita anche le destinazioni mediterranee e orientali.
Il rapporto import-export si attesta a 2:1 a vantaggio delle esportazioni.
Notevole importanza riveste il commercio al dettaglio, fiorente soprattutto nel capoluogo e nelle principali località turistiche.
Negli ultimi tempi la città metropolitana ha favorito la nascita e l'insediamento di grandi centri commerciali, al dettaglio e all'ingrosso che si sono insediati soprattutto nelle aree di Catania sud, Misterbianco, Piano Tavola, Valcorrente, dove è sorta Etnapolis, San Giovanni la Punta, Acireale e Giarre calamitando anche un certo indotto di negozi al dettaglio nelle rispettive gallerie e pertinenze e lo stanziamento nelle aree circostanti di attività produttive e commerciali. Nel Calatino, Caltagirone ospita, all'interno della parte di nuova costruzione del centro urbano, poli commerciali dove locano importanti negozi e supermercati di grandi dimensioni, specie in Viale Europa, il quale è anche la principale via del mercato rionale.

### Turismo
Il barocco siciliano di Catania, assieme a quello di Acireale, Caltagirone, Militello in Val di Catania e di altre Città della Sicilia orientale, è stato dichiarato dall'UNESCO, nel 2002, patrimonio dell'umanità appartenente alla zona omogenea del Val di Noto. Questa è una delle attrazioni architettoniche per cui è famosa la città metropolitana di Catania.
Essa ha però molte altre bellezze naturali che le dovrebbero, se adeguatamente sfruttate, consentire innumerevoli possibilità di sviluppo settoriale nel campo turistico. Si spazia dalle ampie spiagge della Plaia di Catania, alle nere scogliere laviche della costiera acese i cui fondali, nelle zone di Santa Maria la Scala, Capo Mulini e Aci Trezza, sono un vero paradiso subacqueo per gli appassionati.
La creazione del Parco dell'Etna permette agli appassionati la scoperta di un ambiente poliedrico e multiforme dalla vegetazione rigogliosa, in virtù della fertilità dei terreni vulcanici, e quantomai vario nei suoi aspetti, con zone climatiche che variano in virtù dell'altezza del vulcano, e che in inverno permettono anche ampie possibilità di praticare lo sci e gli sport invernali, FISI grazie ai campi innevati dei versanti sud (Nicolosi) e nord (Linguaglossa).
L'ospitalità si avvale di una settantina di alberghi e pensioni, situati per lo più nella zona costiera, in particolare ad Acireale, città che dispone di oltre 4.000 posti letto, più della stessa città capoluogo. Lungo il litorale, dalla foce dell'Alcantara ad Agnone bagni, sono presenti anche numerosi camping marini oltre a quelli montani della zona di Linguaglossa immersi nei boschi dell'Etna.
Il nuovo porto turistico di Riposto lascia intravedere la possibilità di sviluppo del settore turistico diportistico, perché per la sua posizione è anche a supporto dell'area taorminese.
Il territorio metropolitano offre inoltre numerose e pregevoli aziende agrituristiche e zone paesaggistiche di grande bellezza, anche all'interno, soprattutto nel calatino, a Militello, a Vizzini, a Grammichele e a Caltagirone. Non trascurabile è anche l'aspetto archeologico con vestigia importantissime di ogni epoca, dalla preistoria al periodo greco e romano come a Paternò Acireale, Adrano, Grammichele e Caltagirone; e consistente è anche l'aspetto architettonico delle località del barocco come Acireale e Catania nonché bizantino e normanno a Randazzo a Paternò che vanta la bellissima Collina-Belvedere o Rocca normanna, un unicum dell'architettura normanna in Sicilia,

#### Turismo invernale sull'Etna
La stazione sciistica di Piano Provenzana si estende sull'area coperta dalla pineta accomunando le caratteristiche dei paesaggi alpini alla visione panoramica del mare Ionio mentre si scia nelle piste.
Le piste, una decina di vario livello tecnico prima della recente eruzione, hanno ospitato nel 2001 un'edizione di Coppa Italia FIS. Attualmente sono in funzione due impianti di risalita che servono tre piste di livello medio. È possibile praticare lo sci-alpinismo e lo sci di fondo.
Piano Provenzana è raggiungibile in auto percorrendo l'Autostrada A18 e uscendo a Fiumefreddo; poi per mezzo della Strada Statale 120 fino a Linguaglossa seguendo le indicazioni Etna Nord e Piano Provenzana.
Le eruzioni degli ultimi anni hanno gravemente danneggiato i 4 skilift e la cabinovia oltre alle attrezzature logistiche di terra. Ma la località rimane meta turistica perché è il punto di partenza per la visita dei crateri sommitali. Dal punto di vista tecnico questo versante offre buone possibilità a sciatori esperti e principianti con quasi 20 km di piste.
Le strade che salgono al Rifugio Sapienza sono circondate da boschi di castagni, pini e betulle fino a quota 1900, ma cessato il panorama boschivo è possibile ammirare la città di Catania e il suo golfo.
Il Rifugio Sapienza è raggiungibile in auto da Catania o Acireale seguendo le indicazioni per Nicolosi, Etna o con autobus dell'AST da Stazione di Catania Centrale. È altresì raggiungibile in auto da Giarre o Acireale passando per Zafferana Etnea e percorrendo la strada che collega quest'ultimo centro con il rifugio (19,1 km).

## Infrastrutture e trasporti

### Collegamenti stradali

#### Strade
Il territorio della città metropolitana è attraversato in senso nord-sud dall'autostrada A18, Messina-Catania, a pedaggio con caselli, nel territorio di pertinenza, a Fiumefreddo, Giarre, Acireale e San Gregorio di Catania e in senso est-ovest dall'A19, Catania-Palermo, gestita dall'ANAS con libero utilizzo; gli svincoli ricadenti nel territorio sono quelli di Catania Zia Lisa, Tangenziale di Catania, Motta Sant'Anastasia e Sferro-Paternò.
Le citate autostrade A18 e A19 sono connesse tra loro mediante la tangenziale di Catania che le collega anche all'autostrada Catania-Siracusa e alla SS 114, alla SS 192 per Enna e alla SS 385 in direzione Caltagirone (nella Sicilia centrale), alla SS 417 per Caltagirone e Gela e alla SS 194 per Ragusa. Queste strade costituiscono il complesso viario più importante del territorio metropolitano.

#### Strade statali
La città metropolitana è attraversata da una rete viaria i cui assi fondamentali sono la SS 114 Messina – Catania – Siracusa, che si snoda principalmente lungo la costa ionica attraversando luoghi di incomparabile bellezza come la Timpa di Acireale e l'Oasi del Simeto, e la SS 121 Catania – Enna – Palermo, che si inoltra in direzione ovest verso l'interno attraversando grossi centri come Misterbianco, Paternò, Adrano e costeggiando, inoltre il parco commerciale Etnapolis di recente costruzione (2005).
Le strade statali che attraversano la città metropolitana di Catania sono:
- Strada statale 114: Siracusa – Messina (litoranea)
- Strada statale 120: Cerda – Stazione di Fiumefreddo
- Strada statale 121: Paternò – Catania
- Strada statale 124: Siracusa – San Michele di Ganzaria (bivio Gigliotto)
- Strada statale 192: Catania – Enna
- Strada statale 194: Ragusa – Catania
- Strada statale 284: Randazzo – Paternò
- Strada statale 288: Piazza Armerina – Bivio Gerbini
- Strada statale 385: Bivio Iazzotto – Caltagirone
- Strada statale 417: Catania – Caltagirone - Gela
- Strada statale 514: Ragusa – Catania
- Strada statale 575: Troina – Paternò

Il trasporto pubblico su strada viene assicurato da 20 aziende di trasporto su autobus, di cui alcune di grande rilevanza regionale come Etna Trasporti e Ferrovia Circumetnea (autoservizi). Tra queste anche l'AMT di Catania che assicura il trasporto pubblico in diversi comuni dell'area metropolitana e nel capoluogo in particolare. AST offre servizio di trasporto pubblico urbano nei comuni di Caltagirone, Acireale e Paternò.

### Collegamenti ferroviari

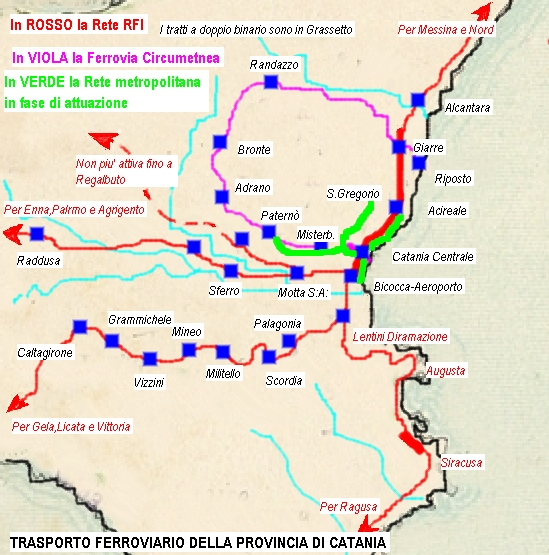
Il trasporto ferroviario e metropolitano della città metropolitana.

L'asse ferroviario più importante è costituito dalla linea Messina–Siracusa, a trazione elettrica e in parte a doppio binario, nella tratta interessante la città metropolitana, tra le stazioni di Catania Acquicella e Bicocca e tra quelle di Catania Ognina e Fiumefreddo.
Dalla stazione di Bicocca si dirama la ferrovia a semplice binario elettrificata per le stazioni di Enna, Caltanissetta Centrale, Agrigento Centrale e Palermo Centrale. Da tale linea, da Motta Sant'Anastasia si dirama la linea secondaria, dismessa e usata solo per tradotte merci, verso Paternò e Regalbuto. Quest'ultima fino alla metà degli anni settanta aveva un notevole traffico dovuto alla spedizione di agrumi dalle stazioni di Carcaci, Mandarano, Schettino, Paternò e Agnelleria, verso i mercati del nord Italia e dell'Europa continentale.

Nella diramazione sulla Catania-Siracusa ha origine la linea per Caltagirone e Gela che attraversa in direzione sud-ovest tutto l'ex territorio metropolitano. La linea è interrotta sine die a causa del crollo di un ponte poco oltre Caltagirone; ciò ha accentuato il calo del traffico pendolare, un tempo molto consistente da Caltagirone, Grammichele, Militello e Scordia e il crollo della spedizione di agrumi da Scordia e la deviazione dei treni merci da, e per, il polo petrolchimico di Gela.

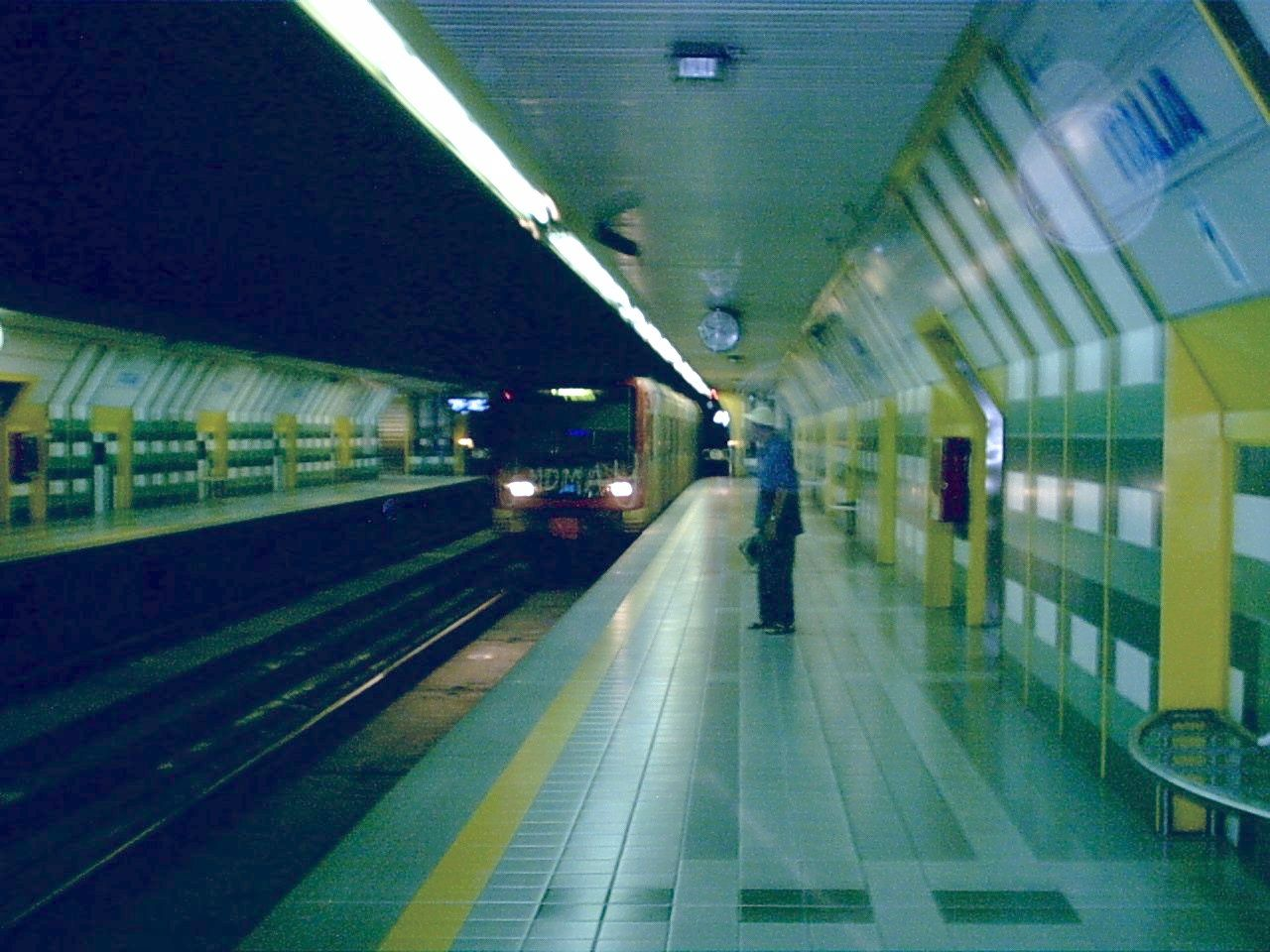
Fermata Italia della Metropolitana di Catania.

Importante per il traffico pendolare e turistico, la ferrovia Circumetnea, partendo da Catania Borgo effettua tutto il periplo dell'Etna fino a Riposto collegando al capoluogo grossi centri come Misterbianco, Paternò, Adrano, Bronte e Randazzo.
Infine nel capoluogo opera una linea della metropolitana di Catania.

### Collegamenti aerei

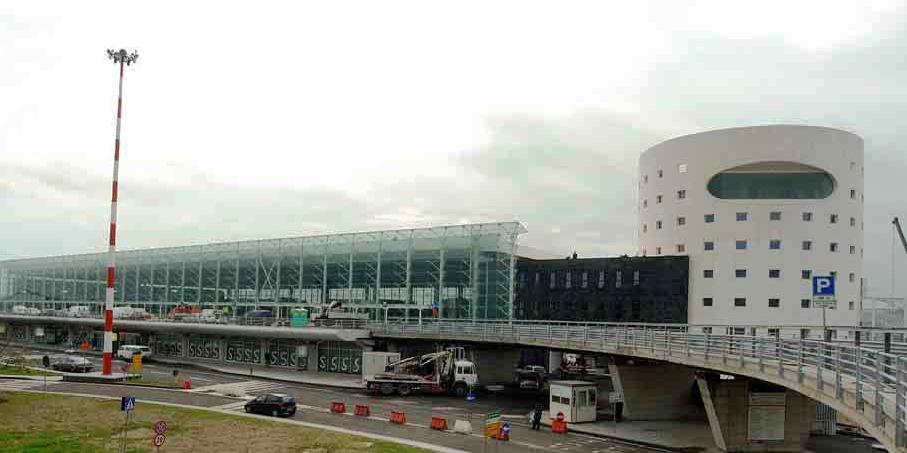
La nuova aerostazione.

L'aeroporto internazionale di Catania-Fontanarossa, dal 5 maggio 2007 intitolato a Vincenzo Bellini, è il più trafficato aeroporto del d’Italia dati 2021. In tale data è stata inaugurata la nuova aerostazione, costruita a fianco della precedente che era intitolata a Filippo Eredia. L'aeroporto assicura il collegamento del territorio con i maggiori aeroporti d'Italia e diversi scali europei. Il volume di traffico supportato lo colloca al primo posto per traffico nazionale e al sesto posto per traffico totale. Adiacente a esso si trova l'eliporto della Marina Militare Italiana.

### Collegamenti marittimi
La città metropolitana si avvale principalmente di un porto artificiale che, per le sue dimensioni non molto grandi ha un'operatività limitata. Il porto mantiene, tuttavia, un buon traffico commerciale merci oltre ai traghetti e navi da crociere, è collegato con ti porti di tutti i continenti mantiene delle tratte regolari con i porti di:
- Civitavecchia
- Gioia Tauro
- Genova
- Taranto
- Tunisi
- Livorno (Navi trasposto merci e traghetti con trasporto auto e passeggeri)
- Malta (Navi trasposto merci e traghetti con trasporto auto e passeggeri)
- Napoli (Navi trasposto merci e traghetti con trasporto auto e passeggeri)

È in corso di sviluppo l'utilizzo come porto turistico, con un progetto abbastanza fantasioso di demolizioni degli archi della ferrovia per riportare le banchine a ridosso delle vecchie mura di Catania.
Il secondo porto, per importanza è quello di Riposto, con un piccolo traffico commerciale e peschereccio. Un recente progetto in avanzato stato di realizzazione lo ha riqualificato come porto turistico a servizio dell'area catanese e di quella taorminese; esso rappresenta il più grande porto turistico della Sicilia e uno dei più grandi del sud Italia.
Numerosi e caratteristici sono i porti delle frazioni a mare di Acireale, come Pozzillo, Stazzo, Santa Tecla e Santa Maria la Scala; quest'ultima località è un borgo marinaro ai piedi della Timpa in cui d'estate è possibile godere del mare più pulito dello Ionio, anche per il fondale ricco di numerose varietà coralline. I fondali custodiscono il relitto della nave da guerra italiana "Terni", affondata dagli inglesi durante la seconda guerra mondiale. Altri porti, turistici e da pesca, sono quelli di Acitrezza, di Ognina e San Giovanni li Cuti a Catania.

## Amministrazione

### Iter istituzionale
La città metropolitana è stata istituita con la legge regionale n. 15 del 4 agosto 2015 che ha contemporaneamente soppresso la provincia regionale di Catania. La prima elezione, di secondo grado, per i nuovi organi era prevista per il 29 novembre 2015, ma il 10 novembre è stata rinviata dall' Assemblea Regionale Siciliana (ARS), che ha anche prorogato i commissari delle ex province fino al giugno 2016. Il 4 gennaio 2016 il presidente della Regione nomina commissario Maria Costanza Lentini, che si insediò l'11 gennaio 2016..
Il 1º giugno 2016, in attuazione della legge regionale 17 maggio 2016 n.8, che all'art.23 ha modificato la l.r. 15/2015, il sindaco del comune di Catania Vincenzo Bianco, diviene automaticamente sindaco della città metropolitana, che si insedia l'8 giugno, mentre la Lentini assume la funzione di commissario del solo consiglio metropolitano.
Le prime elezioni per il consiglio sono state indette per il 25 settembre 2016, ma poi rinviate. Dal 2018 sindaco metropolitano è stato Salvatore Pogliese fino al 30 luglio 2020. Dal 2 settembre del 2020 è Vito Bentivegna il Commissario straordinario con i poteri del sindaco metropolitano.
Dal 5 dicembre del medesimo anno Salvo Pogliese è esecutivamente reintegrato, dopo la sospensione dall'incarico dello scorso 23 luglio – durata 4 mesi e 15 giorni –, poiché il Tribunale civile di Catania ha trasmesso gli atti della richiesta di annullamento alla Corte costituzionale.
Un Decreto del Presidente della Regione Siciliana ha indetto le elezioni in Sicilia per il giorno di domenica 27 aprile 2025 dei "Presidenti e dei Consigli dei liberi Consorzi comunali di Agrigento, Caltanissetta, Enna, Ragusa, Siracusa e Trapani nonché dei Consigli Metropolitani di Palermo, Catania e Messina".
Il 27 aprile 2025 si sono tenute le elezioni di secondo livello per eleggere il primo Consiglio Metropolitano, composto da 18 consiglieri, nell'ambito delle Elezioni del Consiglio Metropolitano 2025.

### Commissari straordinari regionali (2015–2016)
| Nº | Nº | Ritratto | Nome                     | Mandato       | Mandato       | Partito | Carica                    |
| Nº | Nº | Ritratto | Nome                     | Inizio        | Fine          | Partito | Carica                    |
| -- | -- | -------- | ------------------------ | ------------- | ------------- | ------- | ------------------------- |
| -  |    |          | prefetto Giuseppe Romano | 4 agosto 2015 | 8 giugno 2016 | –       | Commissario straordinario |

### Sindaci metropolitani (dal 2016)
| Nº  | Nº | Ritratto | Nome                   | Mandato          | Mandato          | Partito                         | Carica                    |
| Nº  | Nº | Ritratto | Nome                   | Inizio           | Fine             | Partito                         | Carica                    |
| --- | -- | -------- | ---------------------- | ---------------- | ---------------- | ------------------------------- | ------------------------- |
| -   |    |          | Maria Costanza Lentini | 11 gennaio 2016  | 31 maggio 2016   | –                               | Commissario straordinario |
| 1   |    |          | Vincenzo Bianco        | 8 giugno 2016    | 18 ottobre 2017  | Partito Democratico             | Sindaco metropolitano     |
| -   |    |          | Salvatore Cocina       | 18 ottobre 2017  | 26 novembre 2017 | –                               | Commissario straordinario |
| (1) |    |          | Vincenzo Bianco        | 26 novembre 2017 | 18 giugno 2018   | Partito Democratico             | Sindaco metropolitano     |
| 2   |    |          | Salvatore Pogliese     | 18 giugno 2018   | 2 settembre 2020 | Forza Italia- Fratelli d'Italia | Sindaco metropolitano     |
| –   |    |          | Vito Bentivegna        | 2 settembre 2020 | 5 dicembre 2020  | –                               | Commissario straordinario |
| (2) |    |          | Salvatore Pogliese     | 5 dicembre 2020  | 24 gennaio 2022  | Fratelli d'Italia               | Sindaco metropolitano     |
| –   |    |          | Federico Portoghese    | 14 febbraio 2022 | 30 gennaio 2023  | –                               | Commissario straordinario |
| –   |    |          | Piero Mattei           | 30 gennaio 2023  | 6 giugno 2023    | –                               | Commissario straordinario |
| 3   |    |          | Enrico Trantino        | 6 giugno 2023    | in carica        | Fratelli d'Italia               | Sindaco metropolitano     |

### Piano territoriale provinciale
La redazione del Piano Territoriale Provinciale di CATANIA, detto PTPct, è prevista fin dall’articolo 12 della Legge regionale 9/1986 che istitutiva, in Sicilia, la Provincia Regionale.
Il PTPct è in sostanza lo "strumento di programmazione e di pianificazione", indirizzato al "coordinamento", alla "coerenza" ed all'orientamento delle "finalità generali", pertinente "all'assetto ed alla tutela del territorio provinciale catanese", collegati a questioni di livello provinciale e/o sovracomunale, e che organizza le "linee di azione della programmazione e/o pianificazione regionale" sul medesimo territorio. Si tratta, cioè, di un documento che segna "la politica di governo del territorio provinciale" ed è "elemento di congiunzione tra gli atti ed i quadri normativi di riferimento della programmazione territoriale regionale e la medesima pianificazione urbanistica comunale". Quindi, il PTPct è "strumento di coordinamento e di indirizzo".
L'iter della redazione del Piano Territoriale Provinciale di Catania fu però avviato soltanto nel 1996, seguito successivamente con l'approvazione del Consiglio Provinciale delle « Direttive generali con atto deliberativo n. 45 del 28
maggio 1999 », nonché con l'approvazione del primo « Schema di massima con delibera della Giunta Provinciale (ora G.P.) n. 620 del 20 agosto 2001 », poi aggiornato nel 2004 e riapprovato come "Sintesi aggiornata al 2004 dello schema di massima", con delibera della G.P. n.181 del 29 dicembre 2004.
Nella riunione, tenutasi il 6 maggio 2009, fu presentata la ripresa dell'iter della formulazione del Piano Territoriale della Provincia di Catania – che si era arrestato con la "Sintesi" del 2004 – e concretizzatosi con le definizioni del « Quadro Conoscitivo con valenza Strutturale (QCS) » e del « Quadro Propositivo con valenza Strategica (QPS)  » nel 2010, adottati con Delibera di Consiglio Provinciale n. 47 dell'11 ottobre 2011 e mai approvato (ndr, affermazione del 2019), perché "richiede un iter complesso ed articolato, con fasi tecniche e fasi di concertazione".
Il vulnus, creatosi fin dalla presidenza Crocetta e che avviò una lunga fase di commissariamenti, nel 2024 poteva essere adeguato con l'elezione diretta del massimo rappresentante metropolitano – primo amministratore di tanti settori strategici (viabilità, istruzione, tutela dell'ambiente, promozione turistica) –, riattivando il ruolo territoriale dell'istituzione, ma il voto dell'Assemblea Regionale Siciliana ha respinto l'innovazione del disegno di legge proposto in aula.

### Competenze
La pianificazione territoriale di un'area come il territorio metropolitano di Catania riguarda fondamentalmente due aspetti:
- la Rete delle Principali vie di Comunicazione stradali e ferroviarie;
- la Localizzazione delle Opere e degli Impianti di interesse sovracomunale.

Nella funzioni di Provincia Regionale aveva predisposto il Piano Territoriale Provinciale, seguendo le scelte operate nel « Programma di Sviluppo Socio-Economico (PSSE) ». Il Consiglio Provinciale di Catania ne aveva approvato l'aggiornamento per il triennio 2010-2012, come da delibera n° 44 del 02/08/2011.
Con Circolare n.l/D.R.U. dell'11 aprile 2002, a proposito dei « Processi di co-pianificazione nel quadro della formazione del Piano Urbanistico Regionale », il Dipartimento Regionale dell’Urbanistica e il Comitato tecnico scientifico del Piano Territoriale Urbanistico Regionale (PTUR) intervennero ampliando gli orizzonti ed il ruolo del PTPct nel rispetto della normativa vigente, attraverso una più attenta, aggiornata e complessiva rilettura della Legge Regionale n.9/86 e della successiva Legge Regionale n.48/91 (che non assegnavano, difatti, alla Pianificazione Provinciale dei territori il ruolo, e il potere, di strumento pianificatorio di coordinamento, "limitandone la portata ad un piano di localizzazione dei servizi di esclusiva competenza" dell'ex Provincia e di "azioni per la tutela fisica dell’ambiente"), ribadendo i contenuti operativi minimi che ogni Piano Provinciale deve contenere:
1. Il Quadro conoscitivo con Valenza Strutturale (QCS);
2. Il Quadro propositivo con Valenza Strategica (QPS);
3. Il Piano Operativo (PO).

## Sport

### Automobilismo
Abbastanza antica è la gara automobilistica Catania-Etna che un tempo si svolgeva in partenza da Catania con arrivo a Nicolosi. A causa della pericolosità delle gare libere su strada venne trasformata in cronoscalata dell'Etna con partenza da Nicolosi e arrivo alla Casa Cantoniera dell'Etna. Da alcuni anni si svolge anche il Rally del Commercio che coinvolge i comuni di Misterbianco e Camporotondo.

### Impianti
Il Catanese aveva delle grosse carenze per quanto riguarda gli impianti sportivi. Le poche strutture di rilevanza regionale erano situate quasi esclusivamente nel capoluogo e in molti casi presentavano delle problematiche raramente risolte. Emblematica è la situazione del PalaNesima di Catania. La struttura, aperta in pompa magna nel 2003 con un concerto di Riccardo Cocciante e già chiusa nel 2004, è tuttora vittima di vandalismi a cui nessuno ha saputo opporsi.
Tra gli stadi calcistici, il più importante è blasonato è lo "Angelo Massimino" ospita le partite casalinghe della squadra di calcio del Catania. È stato inaugurato nel 1937 e ristrutturato più volte ed è il più importante della città metropolitana, con una capienza di oltre 23.000 posti. Gli altri importanti sono lo Tupparello di Acireale (14.500 posti), il Falcone e Borsellino di Paternò (6000) e il Regionale di Giarre (5000).
La piscina comunale di Nesima, di Catania, è l'impianto leader per gli sport acquatici, la piscina Giovanni Paolo II di Paternò è leader delle gare FIN in Sicilia. Gli impianti sciistici di Nicolosi, invece, sono all'avanguardia e sono stati ricostruiti dopo l'eruzione dell'Etna del luglio 2001, che è arrivata a lambire il rifugio Sapienza. Sono da segnalare anche il PalaCatania e il PalaLivatino, palazzetti polisportivi, il primo utilizzato dopo le Universiadi Sicilia 1997 per la pallavolo e il secondo per varie manifestazioni, il campo Dusmet, dedicato all'hockey su prato, il Warriors Field di Paternò ma in territorio di Belpasso, campo di baseball. Recentemente si stanno sviluppando dei campi da golf, il più importante dei quali si trova a Castiglione di Sicilia.

### Squadre
La squadra più seguita in tutta la città metropolitana è il Calcio Catania, che vanta 17 partecipazioni alla Serie A. La squadra più blasonata è invece quella femminile di pallanuoto, l'Orizzonte Catania, che ha un palmarès impressionante: 22 scudetti e 8 Coppe Campioni, 1 Super Coppa Len, 2 Coppe Italia. Seguono il CUS Catania di hockey femminile (6 scudetti su prato e 6 indoor), la Jolly Componibili Catania di calcio femminile, la Paoletti Catania di pallavolo maschile e l'Alidea Catania di pallavolo femminile (1 scudetto a testa).
Un'altra squadra di calcio molto seguita è l'Associazione Sportiva Dilettantistica Acireale, che ha preso parte a due campionati di Serie B e l’Atletico Catania.
La coppia di pallavoliste Manuela Malerba e Margherita Chiavaro ha vinto uno scudetto di beach volley, mentre il Catania Beach Soccer ha conquistato due Coppe Italia, una Supercoppa italiana e uno "Scudetto". Infine, la Romolo Murri Catania ha vinto un campionato italiano maschile indoor di cricket e la Polisportiva Cirnechi Catania ha vinto gli unici due campionati femminili dello stesso sport fin qui disputati.
Inoltre vantano tradizioni storiche, oltre ad ottimi piazzamenti nelle massime serie, l'Amatori Catania (rugby), San gregorio Catania rugby, il Nuoto Catania (pallanuoto maschile), gli Elephants Catania (football americano), i Warriors Paternò (baseball), il Catania Baseball Project e i Paternò Red Sox campioni d'Italia 2016, la Pallavolo Caltagirone (femminile).

### Riepilogo squadre
| Città   | Club              | Sport              | Scudetti | Coppe Internazionali | Coppe Nazionali | Titoli secondari |
| ------- | ----------------- | ------------------ | -------- | -------------------- | --------------- | ---------------- |
| Catania | Catania           | Calcio             | 0        | 0                    | 0               | 1                |
| Catania | Elephants Catania | Football americano | 0        | 0                    | 0               | 6                |
| Catania | Amatori Catania   | Rugby              | 0        | 0                    | 0               | 1                |
| Catania | Orizzonte Catania | Pallanuoto         | 22       | 11                   | 4               | 0                |
| Catania | Catania           | Calcio da spiaggia | 2        | 0                    | 8               | 0                |
| Paternò | Paternò Red Sox   | Baseball           | 1        | 0                    | 0               | 0                |

### Atleti

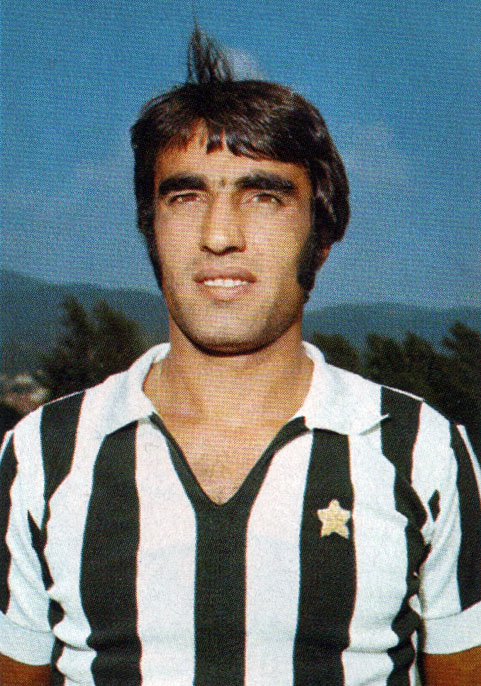
Pietro Anastasi, Petru 'u tuccu come veniva affettuosamente chiamato dai tifosi, con la maglia della Juventus.

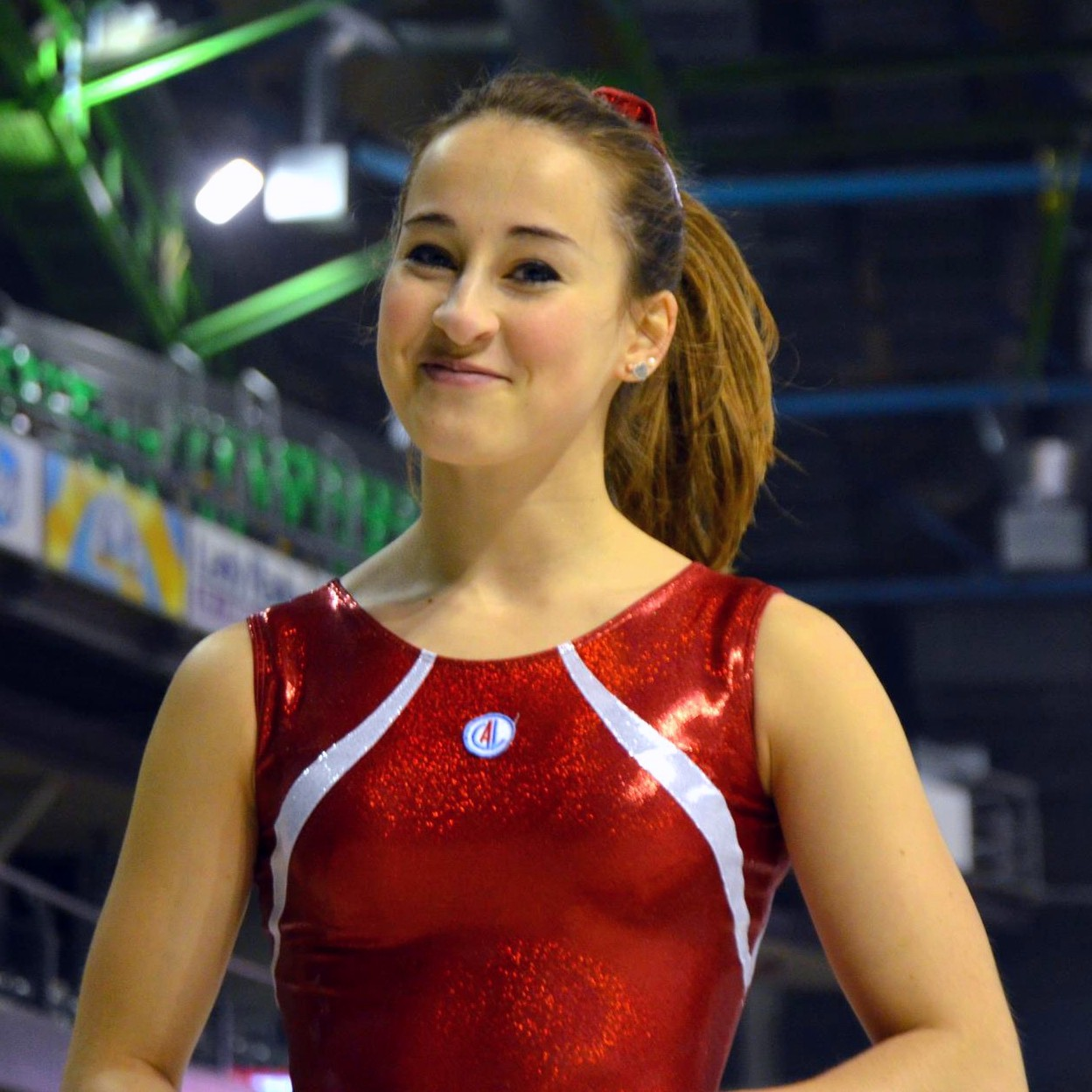
Carlotta Ferlito, ginnasta italiana partecipante ai Giochi Olimpici estivi di Londra 2012.

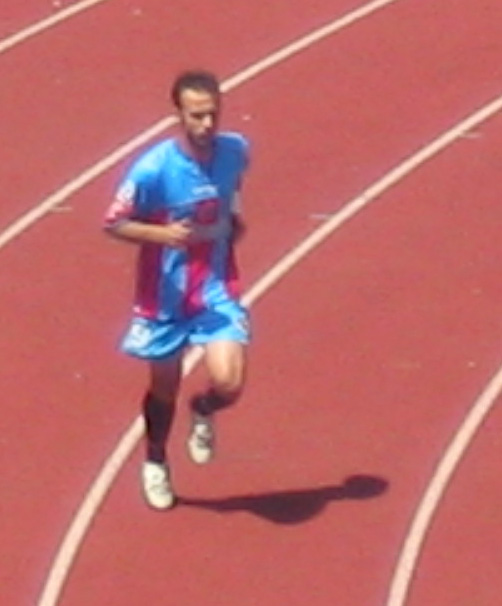
Giuseppe Mascara, Mascarinho o Playstation come veniva chiamato dai tifosi, ai tempi del Catania.

I principali sportivi nati nel Catanese:
- Giuseppe Mascara, ex calciatore del Calcio Catania; uno dei più grandi attaccanti del Catania;
- Pietro Anastasi, uno dei più grandi attaccanti del campionato di calcio italiano e della Nazionale;
- Francesco Calì, primo capitano della Nazionale italiana di calcio;
- Angelo d'Arrigo, pilota di deltaplano e studioso di uccelli migratori, è detentore di vari record mondiali di volo sportivo;
- Sebastiano Zerbo, pilota di motociclismo, vincitore di numerosi titoli regionali, nazionali ed europei;
- Giuseppe D'Urso, 2º nella gara degli 800 m piani ai Campionati del mondo di atletica leggera 1993;
- Orazio Fagone, ex atleta di short track, campione olimpico ai XVII Giochi olimpiadi invernale di Lillehammer 1994 e ora giocatore di hockey su slittino;
- Carlotta Ferlito, atleta della nazionale di ginnastica artistica, plurimedagliata alle Olimpiadi juniores di Singapore 2010, vicecampionessa ai Campionati europei di ginnastica artistica 2011, finalista ai Giochi della XXX Olimpiade di Londra 2012;
- Andrea Lo Cicero, rugbista dell'Aquila e della nazionale;
- Giusi Malato, pallanuotista storica dell'Orizzonte Catania e del Setterosa, con cui ha vinto la medaglia d'oro alle Giochi olimpici estivi di Atene 2004;
- Fabio Sciacca, ex calciatore del Catania; ex nazionale Under-20 nel 2009;
- Francesco Millesi, ex calciatore del Catania;
- Maurizio Anastasi, ex calciatore del Catania;
- Francesco Coco, ex calciatore di Milan, Inter e Barcellona;
- Ettore Messina, l'allenatore che ha vinto di più in Italia nella pallacanestro, tra cui un argento con la nazionale e tre Euroleghe.
- Carmelo Pittera, ex allenatore delle nazionali di pallavolo italiana, egiziana e qatarese e della Paoletti Catania;
- Orazio Russo calciatore dell'Acireale e del Catania e di altre società di serie A;
- Piermaria Siciliano, nuotatore finalista ai Giochi della XXVI Olimpiade di Atlanta 1996 e campione mondiale militare nello stesso anno;
- Alessandro Trimarchi, pallavolista nel ruolo di libero in varie squadre di Serie A1.
- Giacomo Ninfa, pallanuotista della Nuoto Catania, con molte presenze in nazionale di pallanuoto e vicecampione del mondo ai mondiali Juniores di Los Angeles del 2007.